# Elecciones generales de España de 2011
El domingo 20 de noviembre de 2011 se celebraron elecciones generales en España. Fueron las undécimas desde la Transición y sirvieron para renovar los 350 escaños del Congreso de los Diputados y 208 de los 266 escaños del Senado. Dieron paso a la X Legislatura del actual período democrático en España. 
Las elecciones se celebraron cuatro meses antes de lo previsto debido a la decisión por parte del presidente del Gobierno, José Luis Rodríguez Zapatero, de efectuar un adelanto electoral, ya que la fecha originalmente prevista era el 8 de abril de 2012. 
La decisión fue anunciada con casi cuatro meses de antelación, el 28 de julio, y su objetivo, a decir de la prensa de la época, era evitar que se constatase la incapacidad política del Gobierno de sacar adelante el proyecto de Ley de Presupuestos Generales del Estado 2012, algo que el propio presidente dejó traslucir veladamente en su anuncio público de convocatoria electoral. La convocatoria oficial tuvo lugar el 26 de septiembre. Por decisión del presidente de la Junta de Andalucía, José Antonio Griñán, que decidió no adelantar las elecciones, las del 20 de noviembre fueron las primeras generales desde 1996 que no coincidieron con las elecciones al Parlamento de Andalucía.
Ese mismo día se celebraron elecciones locales en 35 municipios y en 110 entidades locales menores que tras las elecciones del 22 de mayo tuvieron que ser repetidas bien por defectos en el recuento de alguna mesa o en la comunicación de resultados, o por la falta de candidatos.
Fueron también las primeras elecciones en las que se aplicó la reforma de la Ley Orgánica 5/1985, de 19 de junio, del Régimen Electoral General, aprobada en enero de 2011, de acuerdo con la cual todos los partidos políticos sin representación en las Cortes Generales debían recoger avales equivalentes al 0,1 % del censo de cada circunscripción para poder concurrir a las elecciones. De esta forma, presentaron candidaturas 72 formaciones políticas (20 menos que en 2008), con un total de 596 candidaturas al Congreso y 599 al Senado, prácticamente la mitad que en las elecciones generales de 2008.
El vencedor de las elecciones fue el Partido Popular (PP), presidido y liderado por Mariano Rajoy Brey, que obtuvo en el Congreso de los Diputados una considerable mayoría absoluta con 186 escaños (32 más que en 2008) y un 44,63 % de los votos frente al Partido Socialista Obrero Español (PSOE) que obtuvo 110 escaños (59 menos que 2008, su peor resultado desde la restauración de la democracia) y un 28,76 % de los votos. Izquierda Unida (IU) recuperó el grupo parlamentario obteniendo 11 representantes (9 más que en 2008) con un 6,92 % de los votos. Unión Progreso y Democracia (UPyD) se convirtió en la cuarta fuerza en apoyo popular con un 4,70 % de los votos, que se tradujeron en 5 escaños. Convergencia i Unió (CiU) aumentó en 6 sus escaños obteniendo 16. Por otra parte el Partido Nacionalista Vasco perdió un escaño obteniendo 5. Esquerra Republicana de Catalunya (ERC), con tres diputados, Coalición Canaria (CC), con dos, y el Bloque Nacionalista Galego (BNG), también con dos, conservaron su representación. Entre las fuerzas no representadas anteriormente que entraron en el Congreso figuraron la coalición Amaiur, que con 7 representantes se convirtió en la sexta fuerza en votos y la quinta en escaños, y Coalició Compromís-Equo, Foro de Ciudadanos (FAC) y Geroa Bai, con un representante cada uno. El nuevo Congreso era uno de los más heterogéneos tras la aprobación de la constitución de 1978, descendiendo el bipartidismo.
En el Senado el PP obtuvo 136 senadores (35 más que en 2008), mientras que el PSOE obtuvo 48 asientos (40 menos que en 2008). También obtuvieron representación CiU con 9 senadores (5 más), Entesa pel Progrés de Catalunya (coalición entre el PSC, ICV y EUiA) con 7 senadores, PNV con 4 senadores (2 más), Amaiur con 3 y Coalición Canaria con uno.
Respecto a 2008 el PSOE perdió la mayoría en las circunscripciones de Álava, Asturias, León, Huesca, Zaragoza, Teruel, Baleares, Cáceres, Badajoz, Jaén, Córdoba, Granada, Málaga, Cádiz, Huelva, Las Palmas, Santa Cruz de Tenerife (en las que obtuvo la mayoría el PP); Lérida, Tarragona, Gerona (en las que obtuvo la mayoría CiU); Vizcaya (donde obtuvo la mayoría el PNV); y en Guipúzcoa (donde obtuvo la mayoría Amaiur).

## Adelanto electoral
El final de la legislatura de José Luis Rodríguez Zapatero estaba inicialmente previsto para el mes de marzo de 2012, pero el 28 de julio de 2011 declaró su intención de convocar elecciones anticipadas para el día 20 de noviembre de 2011. Esta decisión convirtió estas elecciones en el séptimo adelanto electoral (por 4 meses apenas en este caso) desde la transición.

## Precampaña electoral

### Partidos políticos y coaliciones

#### Partido Popular (PP)

##### Candidato
El Partido Popular llegó a las elecciones tras la victoria en las elecciones municipales y autonómicas del 22 de mayo, liderado por Mariano Rajoy que se presentó por tercera vez a la presidencia del Gobierno. Concurrió como número 1 por la circunscripción de Madrid.

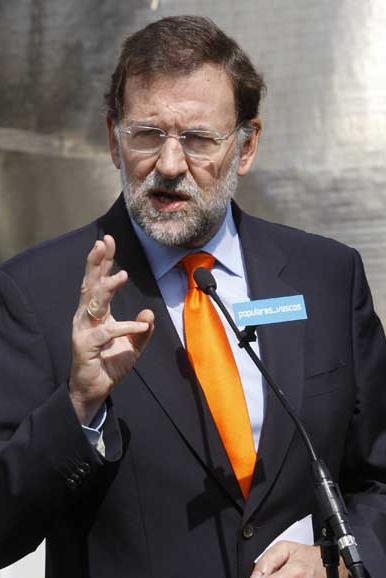
Mariano Rajoy Brey, candidato del Partido Popular.

Mariano Rajoy, que lideró el PP durante toda la legislatura fue reelegido candidato a la presidencia del Gobierno además de presidente del Partido Popular en el XVI Congreso de su partido que tuvo lugar en Valencia los días 20, 21 y 22 de junio de 2008, tres meses después de la derrota en las elecciones generales de 2008. Ningún otro miembro del PP anunció su intención de presentarse como candidato.

##### Otros líderes del PP
No hubo muchas sorpresas en las candidaturas del Partido Popular. Para el Congreso de los Diputados destacó la incorporación del alcalde de Madrid Alberto Ruiz-Gallardón como número 4 por la circunscripción de Madrid (Ruiz-Gallardón mostró ya en 2007 su intención de saltar al parlamento nacional) y la de José Manuel Soria, presidente del Partido Popular de Canarias como candidato por Las Palmas. Se repitieron nombres como el exministro de Hacienda Cristóbal Montoro que se presentó como candidato por Sevilla, Esteban González Pons candidato por Valencia, el exministro de Defensa Federico Trillo por Alicante, las exministras de Sanidad Ana Pastor Julián por Pontevedra y Celia Villalobos por Málaga, la alcaldesa de Cádiz Teófila Martínez por dicha circunscripción, la portavoz del PP Soraya Sáenz de Santamaría como número 2 por Madrid y Ana Mato como número 3. Miguel Arias Cañete se presentó como número 5. Entre las ausencias destacaron el exministro de Interior Ángel Acebes, el exministro de Trabajo Eduardo Zaplana, el exministro de Ciencia y Tecnología Juan Costa, el exministro de Justicia José María Michavila, el hasta ahora portavoz de Exteriores del PP Gustavo de Arístegui y la exalcaldesa de Sevilla Soledad Becerril.
En cuanto a los candidatos al Senado, destacó la incorporación de los atletas Marta Domínguez, (quien ya fue concejal del PP en Palencia) por la circunscripción de Palencia y Abel Antón (que fue concejal en Soria) por la circunscripción de Soria.

##### Coaliciones
- Navarra (UPN-PP): el Partido Popular acordó con Unión del Pueblo Navarro (UPN) presentar una lista conjunta en la circunscripción de Navarra,[25] en la que UPN designaría al cabeza de lista, así como al tercer y cuarto puestos, mientras el PP ocuparía el segundo y el quinto puesto de la plancha. UPN compromete su apoyo a la investidura y a los Presupuestos de Rajoy, pero el diputado o diputados que obtenga tendrán voz propia pasando al Grupo mixto en las Cortes. En el caso del Senado los dos primeros puestos de la lista los ocupó UPN y PP sólo el tercero.[26]
- Aragón (PP-PAR): el Partido Popular se presentó en coalición con el Partido Aragonés (PAR).[27] Acordaron que el PAR presentara en cada una de las tres provincias de Aragón a un candidato al Senado. Además el PAR incluiría a tres aragonesistas en cada una de las tres listas conjuntas al Congreso de los Diputados. El PAR se compromete a mostrar su apoyo a Mariano Rajoy en el debate de investidura, y a respaldar su acción de gobierno. Todos los electos de estas listas se integrarán en los grupos parlamentarios populares.[28]
- Extremadura (PP-EU): el Partido Popular formalizó un acuerdo de coalición con Extremadura Unida (EU) en las circunscripciones de Cáceres y Badajoz de cara a las elecciones del 20 de noviembre.[29]
- Canarias (PP-CCN): el Partido Popular de Canarias (delegación del PP en esta comunidad) y el Centro Canario Nacionalista (CCN) suscribieron un pacto para concurrir conjuntamente a las elecciones generales del 20 de noviembre en las circunscripciones de Las Palmas y Santa Cruz de Tenerife. El CCN ocupó el puesto seis en la circunscripción de Santa Cruz de Tenerife y número siete en la de Las Palmas en las listas al Congreso y designó al segundo de los dos senadores titulares y sus correspondientes suplentes, que se presentaron por el PP en las dos circunscripciones. "Los diputados y senadores electos del CCN se comprometen a apoyar con su voto la investidura del candidato del PP a la Presidencia del Gobierno, los presupuestos generales del Estado y las medidas económicas que se adopten para luchar contra la crisis actual garantizando su apoyo al PP ante una eventual moción de censura". El PP, en caso de constituir gobierno, se compromete a aplicar el Régimen Económico y Fiscal, en todos sus aspectos y, en especial, el referido a la consecución paulatina de la inversión media del Estado en las islas. El PP se compromete asimismo a apoyar la reforma del Estatuto de Autonomía de Canarias, que se apruebe por el parlamento autonómico, siempre que la reforma “cuente con el consenso previo del grupo parlamentario popular canario”. Asimismo, PP y CCN “defenderán el actual Estatuto de Canarias en la Unión Europea, como región ultraperiférica”.[30]

Solo Senado:
- Fuerteventura (PP-AMF, Senadores Majoreros): para la circunscripción senatorial de Fuerteventura, se estableció un acuerdo de coalición con Asambleas Municipales de Fuerteventura (AMF) bajo el nombre Senadores Majoreros. La coalición cuenta con el apoyo de Centro Liberal de Antigua (CLAN). La candidatura al Senado la encabezó Claudio Gutiérrez del Partido Popular, siendo su primer suplente Sandra Domínguez de AMF, quien ocuparía el escaño los dos últimos años de legislatura.[31]

#### Partido Socialista Obrero Español (PSOE)

##### Candidato

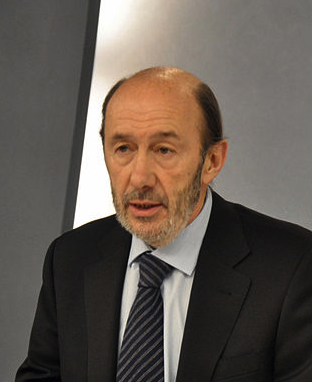
Alfredo Pérez Rubalcaba, candidato del Partido Socialista Obrero Español.

El PSOE afrontó las elecciones de 2011 liderado por Alfredo Pérez Rubalcaba, que fue proclamado como candidato a la presidencia del Gobierno el 9 de julio de 2011. Ninguno de los miembros del partido que habían anunciado su intención de presentarse como candidatos consiguió las 21 872 firmas requeridas (el 10 % de los militantes del partido). Pérez Rubalcaba había sido proclamado candidato por el Comité Federal, por lo que no se le requirió reunir firmas.

##### Otros líderes del PSOE
La ministra de Defensa en funciones Carmen Chacón, tras renunciar a presentarse a las elecciones primarias del PSOE, fue designada como candidata por Barcelona. El portavoz del Gobierno y ministro de Fomento en funciones José Blanco se presentó por Lugo; la ministra de Sanidad en funciones Leire Pajín por Alicante; el ministro de la Presidencia en funciones Ramón Jáuregui por Álava; la ministra de Exteriores en funcionesTrinidad Jiménez por Málaga; la ministra de Medio Ambiente en funciones Rosa Aguilar por Córdoba; el ministro de Interior en funciones Francisco Caamaño Domínguez por La Coruña; el expresidente de Castilla-La Mancha José María Barreda por Ciudad Real; el exministro de Trabajo Jesús Caldera por Salamanca; y la coordinadora de campaña Elena Valenciano es la número 2 por Madrid. El vicepresidente segundo y ministro de Política territorial en funciones, así como presidente del PSOE Manuel Chaves, manifestó, al igual que Alfonso Guerra, sus dudas sobre su disposición a ir en las listas del PSOE, aunque al final ambos se presentaron por Cádiz y Sevilla respectivamente.
Entre quienes no repetirán como diputados ya que descartaron presentarse destaca el propio José Luis Rodríguez Zapatero además del presidente del Congreso en funciones José Bono, la ministra de Economía en funciones Elena Salgado, la ex vicepresidenta primera María Teresa Fernández de la Vega, el exministro de Exteriores Miguel Ángel Moratinos, la exministra de Cultura Carmen Calvo y el exsecretario de CCOO Antonio Gutiérrez, quien se opuso a la reciente reforma de la Constitución. Tampoco figuran en las candidaturas algunos de los actuales diputados como el exministro de Economía Pedro Solbes, la exministra de Vivienda María Antonia Trujillo o el exministro de Justicia Mariano Fernández Bermejo.

##### Coaliciones
- Extremadura (PSOE): el Comité Ejecutivo Federal de Coalición Extremeña (PREx-CREx) dio su apoyo, en una reunión celebrada en Cáceres, a las listas electorales que el PSOE, su socio de coalición, presentó a los comicios del 20 de noviembre y aprobó a sus representantes en estas candidaturas que se presentaron bajo las siglas del PSOE y formaron parte del grupo socialista. Así, para el Congreso de los Diputados los representantes regionalistas en las listas de la coalición fueron el actual vicesecretario general de PREX-CREX, José Luis Velilla, por la provincia de Badajoz; y el exconcejal en el Ayuntamiento de Plasencia Juan Carlos Herrero, por la de Cáceres. Estos ocuparon, tal y como acordaron los comités provinciales del PSOE, el quinto puesto en la lista de PSOE-Regionalistas por Badajoz y el cuarto lugar en la que presentan por la circunscripción de Cáceres. En cuanto a las listas del Senado, por la Badajoz fue, en representación de Coalición Extremeña, Marifé Verdejo Custodio, de Villafranca de los Barros; y por la de Cáceres, el actual Alcalde de Carcaboso, Alberto Cañedo.[41]
- Cataluña (Senado, PSC-ICV-EUA): para el Senado, el PSC-PSOE, partido representante del PSOE en Cataluña, se presentó integrado en la coalición Entesa pel Progrés de Catalunya conformada por el PSC-PSOE, Iniciativa per Catalunya Verds (ICV) y Esquerra Unida i Alternativa (EUiA).

En Cataluña, el PSOE se presentó por medio del partido que lo representa en esta comunidad, el Partit dels Socialistes de Catalunya (PSC-PSOE).

#### Izquierda Unida (IU)

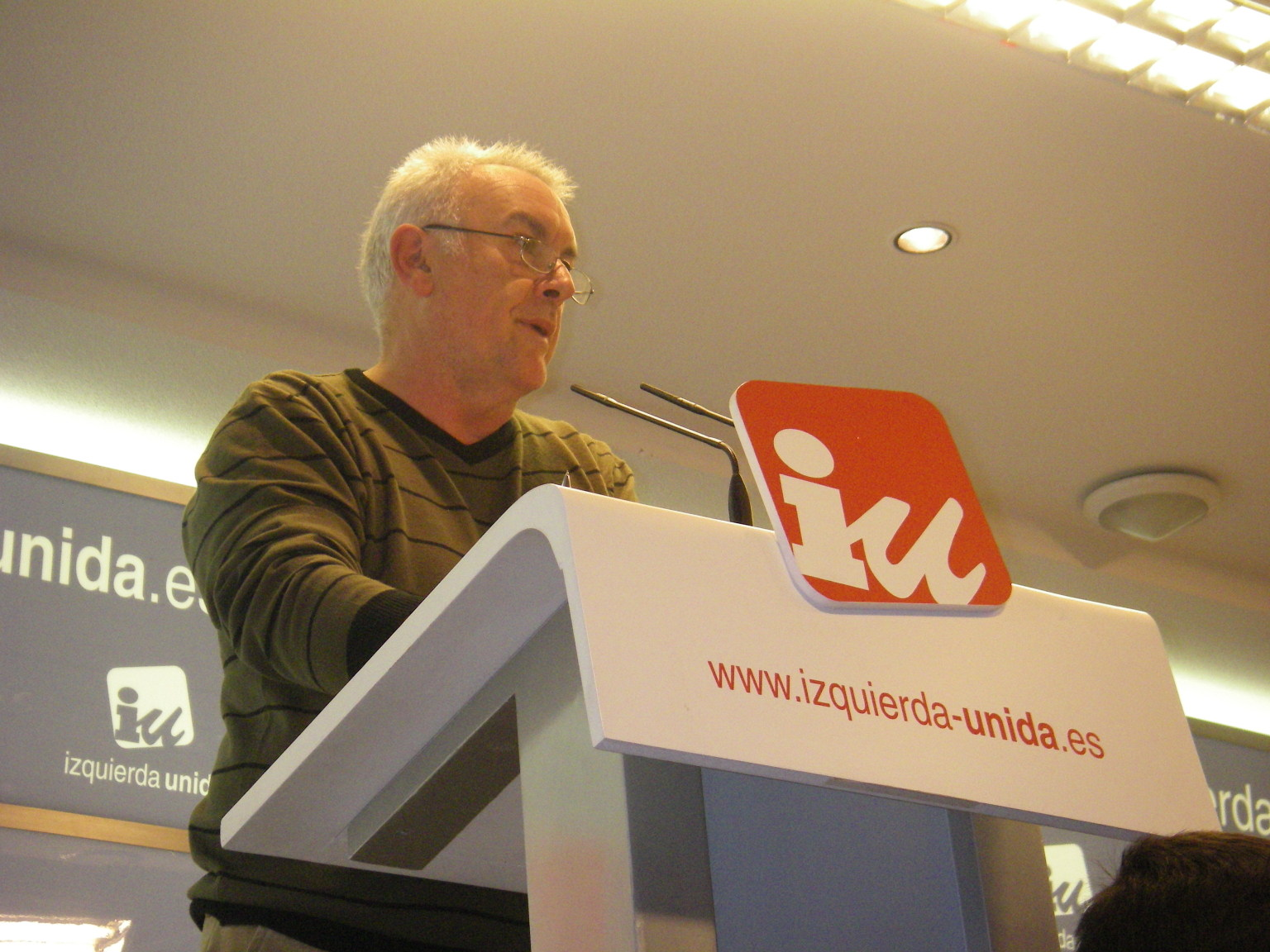
Cayo Lara Moya, candidato de Izquierda Unida.

Izquierda Unida llegó a las elecciones generales en el contexto de la llamada Refundación de la Izquierda, proceso definido como convergencia política y social que pretende constituirse como "Movimiento Político y Social, con carácter federal", para aglutinar a toda la izquierda alternativa y transformadora en torno a una propuesta política anticapitalista.
Dentro de este proceso de convergencia que se había iniciado en 2008, uno de los dos sectores en pugna por las siglas de Izquierda Republicana decidió volver a integrarse en Izquierda Unida de cara a las elecciones municipales y autonómicas de 2011 después de haber abandonado la coalición 9 años atrás. El proceso continuó con la intención de converger con más fuerzas políticas y sociales de cara a las elecciones generales.

##### Candidato
El 12 de julio de 2011 la Presidencia Ejecutiva Federal de IU propuso a Cayo Lara como candidato a las elecciones generales. La candidatura provisional fue aprobada por 33 votos a favor, 1 en contra y 3 abstenciones hasta la siguiente reunión del Consejo Político Federal del 10 de septiembre en la que se ratificó la decisión de la Presidencia por 87 votos a favor, 15 en blanco y 3 nulos.

##### Otros líderes de IU
El único diputado de Izquierda Unida en la legislatura anterior, Gaspar Llamazares, fue candidato por Asturias.

##### Coaliciones
El nombre elegido para todas las coaliciones de IU y para el grupo parlamentario fue "La Izquierda Plural".
- A nivel nacional Izquierda Unida, Izquierda Republicana  y los partidos políticos que en el año 2011 pertenecían a Confederación de Los Verdes.
- Navarra (Izquierda-Ezkerra): el 27 de agosto de 2011 se anunció que Batzarre concurriría en coalición con IU en la circunscripción de Navarra dentro de Izquierda-Ezkerra,[48] coalición que ya se llevó a cabo de cara a las elecciones al Parlamento de Navarra de 2011 y a las municipales de esa misma Comunidad Foral.
- Comunidad Valenciana (EUPV-EV): el 24 de septiembre Els Verds del País Valencià (EVPV) respaldaron una coalición con Esquerra Unida del País Valencià (EUPV) para las circunscripciones de Alicante, Castellón y Valencia.[49]
- Extremadura (IU-VERDES-SIEX): el 3 de octubre Socialistas Independientes de Extremadura (SIEX) aceptó ir en coalición con Izquierda Unida.[50]
- Canarias: por la circunscripción de las Palmas concurrió en la coalición Canarias Verde y Roja: la Izquierda Plural junto con Canarias por la Izquierda-Sí Se Puede (IUC-CxI); mientras que por la circunscripción de Tenerife lo hizo en la coalición La Izquierda Plural con Iniciativa por el Hierro y Los Verdes (IUC-IpH-LV).
- Aragón (CHA-IU, La Izquierda de Aragón-La Izquierda Plural): finalmente, Chunta Aragonesista accedió a una coalición con Izquierda Unida[51] por las circunscripciones aragonesas el 5 de octubre de 2011. CHA encabezó las candidaturas de Zaragoza y Huesca, mientras que IU encabezó la de Teruel. Preveían sacar un diputado por Zaragoza y el acuerdo entre ambos partidos es que el representante de CHA esté en el Congreso durante 31 meses y el de IU lo haga los últimos 17 meses.[52]
- Cataluña (ICV-EUiA): IU, Esquerra Unida i Alternativa (EUiA) e Iniciativa per Catalunya Verds (ICV) decidieron reeditar la coalición ICV-EUiA[53] bajo la que ya se presentaron en 2004 y 2008 por las circunscripciones catalanas.

También fue en coalición con Federación Los Verdes, (Algunos de los partidos que componen Federación Los Verdes de cara a las Generales de España 2011: Gira Madrid-Los Verdes, Els Verds-Opció Verda, Els Verds del País Valencià, Verdes Extremadura) y Partido Democrático y Social de Ceuta. Para el Senado, en la Región de Murcia, IU formó coalición con Equo y Movimiento por Santomera (MOS).

#### Unión Progreso y Democracia (UPyD)
Tras lograr 464 824 votos (2,06 %) en las elecciones municipales de 2011 y 152 concejales en su primera cita electoral a nivel municipal, junto con 8 diputados en la Asamblea de Madrid, UPyD se presentó a las elecciones anticipadas de 2011 tras haberlas reclamado desde hacía tiempo.

##### Candidatos

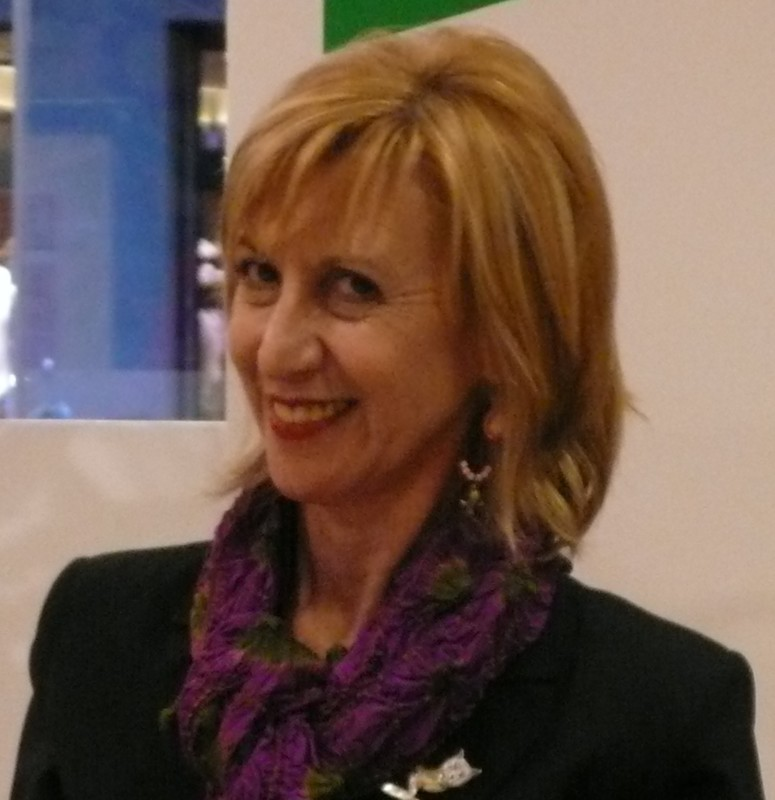
Rosa Díez González, candidata de Unión Progreso y Democracia.

Sus cabezas de lista fueron elegidos mediante elecciones primarias el día 17 de septiembre, en las cuales cualquier afiliado pudo presentarse sin necesidad de avales. Tras las elecciones primarias, Rosa Díez fue elegida candidata a la presidencia del Gobierno y cabeza de lista por Madrid frente a los otros cinco militantes que se presentaron, con el 95,8 % de los votos. También resultaron elegidos Toni Cantó por Valencia, Rubén Múgica por Guipúzcoa, Manuel Hernández Iglesias por Murcia, Miguel Peña por Jaén, Ignacio Prendes por Asturias o Juan Luis Calbarro por Baleares.
En la lista por Madrid se incluyeron tres independientes entre ellos la escritora y periodista Irene Lozano. Para el Senado únicamente presentó un candidato por circunscripción: el poeta y académico Álvaro Pombo repitió como candidato por Madrid, mientras que el parlamentario vasco Gorka Maneiro se presentó por Álava y el ex sindicalista Tomás Tueros por Vizcaya.

##### Programa electoral
Con el lema “Cada voto vale, tú decides” UPyD aspiraba a conseguir en estas elecciones Grupo Parlamentario en el Congreso para poder condicionar las políticas del partido ganador. Para conseguirlo necesitaba al menos 5 diputados y el 5 % de los votos válidos en todo el territorio español. En caso de que sus votos fueran decisivos únicamente apoyarían a quien se comprometiera a reformar la Ley Electoral y a devolver las competencias de Educación y Sanidad al Estado.
Al igual que en la convocatoria pasada, pretendían financiar su campaña con la emisión de bonos electorales reintegrables.
En la elaboración del Programa electoral pudieron participar todos los afiliados del partido enviando enmiendas que se debatieron el 22 de octubre, día que se aprobó dicho programa en el que destacan algunas propuestas como la regeneración democrática, para lo que pretenden modificar la Ley Electoral para que sea más justa, proporcional y representativa, con parte de los diputados elegidos en circunscripción única; introduciendo además listas desbloqueadas y eliminando requisitos de firmas previos para presentar candidaturas. Apuestan así mismo por la reforma de la Constitución para conseguir un Estado federal cooperativo fuerte, con competencias exclusivas como educación, sanidad o medioambiente, y donde todas las comunidades autónomas tengan las mismas competencias y el mismo sistema de financiación, derogando el cupo vasco y la aportación navarra. Plantean la reforma del Senado, el fomento de la iniciativa legislativa popular y el referéndum ciudadano para las decisiones importantes.
En cuanto a las medidas económicas, pretenden mantener los servicios públicos básicos sin recortes, recortando en las instituciones, eliminando duplicidades, gasto superfluo, despilfarro y burocracia inútil. Plantean la supresión de las Diputaciones y la fusión de Ayuntamientos. Exigen cuentas públicas transparentes, control del gasto y el déficit de las Comunidades autónomas y los municipios; eliminar los privilegios de los políticos; evitar la acumulación de cargos y sueldos públicos; limitar los mandatos; autofinanciación de partidos políticos, sindicatos, asociaciones y organizaciones religiosas; despolitizar las Cajas de Ahorro; contrato único indefinido con indemnización creciente; plan integral contra el fraude fiscal; una Europa federal con un tesoro y fiscalidad común y una política de vivienda pública exclusivamente en alquiler.
En otro orden de cosas, apuestan por la separación de poderes y la independencia de la Justicia, modificando para ello el sistema de elección del fiscal general del Estado, el Consejo General del Poder Judicial y el Tribunal Constitucional. Plantean la derogación de la Ley Sinde y la aprobación de una Ley Nacional de Custodia compartida.

#### Convergència i Unió (CiU)

##### Candidato
Convergència i Unió ratificó el 23 de julio a Josep Antoni Duran i Lleida como cabeza de lista por Barcelona. Durán i Lleida ya ha sido diputado en la II, III, IV, VIII y IX legislaturas.

#### Amaiur
Aralar y Eusko Alkartasuna (EA) se presentaron en la coalición Amaiur, junto con los socios que se habían presentado con EA como Bildu en las elecciones autonómicas, forales y municipales (Alternatiba e independientes de la izquierda abertzale). Amaiur tiene como objetivo defender desde el País Vasco y Navarra el derecho de autodeterminación de Euskal Herria en el Congreso de los Diputados y el Senado de España. En Navarra la coalición Nafarroa Bai, que obtuvo un escaño en 2004 y 2008, no se presentó en estos comicios y sus antiguos socios pasaron a integrar otras coaliciones electorales: Aralar y EA, en Amaiur; Batzarre en Izquierda-Ezkerra; y PNV y Zabaltzen, en Geroa Bai.

#### Partido Nacionalista Vasco (PNV)
El PNV presentó en solitario por Álava, Guipúzcoa y Vizcaya, mientras que en Navarra concurrió dentro de la coalición Geroa Bai. Sus cabezas de lista al Congreso fueron Josu Erkoreka por Vizcaya, Emilio Olabarria por Álava y Arantza Tapia por Guipúzcoa.

#### Esquerra Republicana de Catalunya-Catalunya Sí(ERC-RI.cat)
Desde ERC se ofreció a Reagrupament (RI.cat) y a Solidaritat (SI) para una candidatura conjunta del independentismo catalán, oferta aceptada por Reagrupament, pero no así por Solidaritat. Finalmente, se constituyó la coalición Esquerra Republicana de Catalunya-Catalunya Sí formada por ERC, RI.cat e independientes de la plataforma ciudadana Catalunya Sí. La creación de esta candidatura significó la ruptura de la coalición que, para el Senado, Esquerra había mantenido en las últimas legislaturas con el PSC, ICV y EUiA, Entesa Catalana de Progrés.
Fuera de las cuatro circunscripciones catalanas, ERC también se presentó en solitario en las Islas Baleares y en las tres circunscripciones de la Comunidad Valenciana con el nombre de Esquerra Republicana del País Valencià.

##### Candidato
Antes de anunciarse la coalición, Esquerra eligió a su candidato en unas elecciones primarias en las que concurrieron el escritor Alfred Bosch, como independiente, y el hasta entonces secretario general del partido y diputado, Joan Ridao. Las primarias se celebraron el 17 de septiembre de 2011, siendo elegido Bosch, con el 65,81 % de los votos, frente al 30,66 % de Ridao.
El 11 de octubre de 2011 la coalición anunció que otro independiente, el cirujano Moisès Broggi, sería cabeza de lista por Barcelona para el Senado. Con 103, el doctor Broggi fue el candidato de más edad en estos comicios.

#### Bloque Nacionalista Galego (BNG)
Sus candidatos fueron Francisco Jorquera (La Coruña), Olaia Fernández Davila (Pontevedra), Xosé Manuel Pérez Bouza (Orense) y María Xosé Veiga (Lugo).

#### Coalición Canaria-Nueva Canarias(CC-NC-PNC)
Presentaron como cabeza de lista por la circunscripción de Santa Cruz de Tenerife a Ana Oramas de CC y por la circunscripción de Las Palmas a Pedro Quevedo Iturbe de NC. En definitiva fueron en Coalición Canaria todos los partidos políticos nacionalistas y regionalistas de Canarias a excepción de Centro Canario Nacionalista que se presentó junto a Partido Popular.

#### Compromís-Q(BLOC-IdPV-EV/EE-Equo)

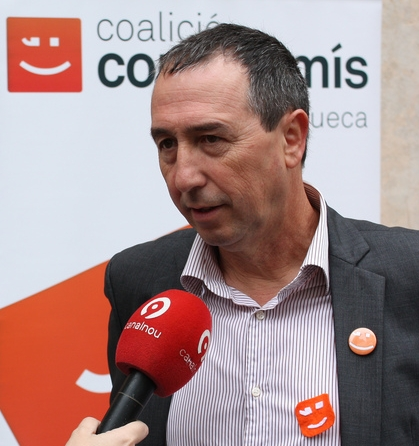
Joan Baldoví, candidato de Compromís.

Compromís-Q es una coalición de fuerzas nacionalistas valencianas, ecologistas y de izquierdas de la Comunidad Valenciana donde es la tercera fuerza política. Está liderada por el Bloc Nacionalista Valencià y le siguen Iniciativa del Poble Valencià, Els Verds Esquerra Ecologista y Equo, que se sumó a la misma para estas elecciones generales. Sus candidatos fueron Joan Baldoví (Valencia), Roger Mira (Castellón), y Aitana Mas (Alicante), siendo los dos primeros del Bloc y la tercera de IdPV. Su objetivo, según las palabras de Joan Baldoví, es el de conseguir "la posibilidad de tener por primera vez desde la Segunda República un diputado nacionalista valenciano en las Cortes". Los ejes programáticos que defenderá en su candidatura serán las infraestructuras —especialmente la llegada y puesta en marcha del Corredor Mediterráneo en toda la Comunidad Valenciana—, la reforma de la ley electoral —ha presentado una propuesta de reforma de la ley electoral bautizada como "referéndum Baldoví"— y la defensa de la lengua e identidad valencianas.

#### Foro de Ciudadanos(FAC)
Foro Asturias fue el segundo partido más votado y el que más escaños obtuvo en las Elecciones a la Junta General del Principado de Asturias de 2011, obteniendo así la Presidencia del Principado. Se presentó por las circunscripciones de Asturias y Madrid.

#### Geroa Bai
La coalición Nafarroa Bai, que obtuvo un escaño en 2004 y 2008, no se presentó en 2011. En Navarra Aralar y Eusko Alkartasuna se presentaron dentro de la coalición Amaiur, y Batzarre concurrió junto a Izquierda Unida de Navarra (IUN-NEB) en la coalición Izquierda-Ezkerra. Por su parte, los independientes de Nafarroa Bai agrupados en Zabaltzen (incluida la diputada Uxue Barkos), PNV y Atarrabia Taldea concurrieron en la coalición Geroa Bai. Uxue Barkos anunció que ella sería la cabeza de lista también en esta candidatura y que, de conseguir representación, se integraría en el Grupo Mixto.

#### Resto de partidos
Todos los partidos extraparlamentarios tal y como marca la última reforma de la ley electoral tuvieron que recoger las firmas del 0,1 % de los electores inscritos en el censo de cada circunscripción por la que quisieran presentarse. A pesar de que la Junta Electoral Central reconoce la posibilidad de recogida de avales electrónicos, el poco margen (inferior a un mes) que se dio para implementar soluciones en ese sentido, así como las imprecisiones técnicas en la especificación ofrecida, generaron cierta polémica entre los partidos minoritarios y las plataformas afines.

##### Partidos con representación en parlamentos autonómicos
A las elecciones se presentaron los siguientes partidos con representación parlamentaria a nivel autonómico pero sin ella en el Congreso de los Diputados (ordenados según el número de votos obtenidos):
- Partido Regionalista de Cantabria (PRC): el PRC no se presentaba a unas elecciones generales  desde 1993 en las que no obtuvo representación (obtuvo 18.608 votos) por lo que fue la segunda vez que concurrió en democracia. Necesitaba obtener 500 firmas para poder concurrir,[89] obteniendo finalmente más de 1250 (superando el doble de lo establecido por ley).[90] Se presentó tanto al Congreso[91] como al Senado[91] por la circunscripción de Cantabria. El candidato a la presidencia del Gobierno fue el diputado del Parlamento de Cantabria Miguel Ángel Revilla, secretario general y cofundador del Partido Regionalista de Cantabria[92] (propuesto por el Partido Regionalista de Cantabria, el Partido Castellano (PCAS), el Partido de Castilla y León (PCAL)[93][94][95] y otras formaciones que compartieron un "acuerdo común" de gobierno, aunque no conformaron una coalición (intentó llegar también a un acuerdo con el Partido Riojano (PR) sin éxito, ya que no se presentó).[96][97] Desde su partido afirmaron que tratarían de "dignificar" la política, defenderían la reforma del Senado y de la Ley Electoral (exigen la circunscripción única) y abogarían por recuperar la inversión en la obra pública. Revilla y el PRC quieren el desarrollo de las infraestructuras (entre ellas la llegada del AVE a Cantabria), leyes contra la corrupción política y defensa de la unidad de España.[98][99] Aspiraban a conseguir como mínimo dos diputados y un senador. Revilla afirmó su retirada política en caso de no obtener representación.[100]
- PSM-Iniciativa-Entesa-Equo: coalición de partidos nacionalistas catalanes y ecologistas de las Islas Baleares, donde es la tercera fuerza política. Está formada por PSM-Entesa Nacionalista (PSM-EN), Entesa per Mallorca (ExM), IniciativaVerds (IV) y Els Verds de Menorca (EVM), a los que para estas elecciones se sumó Equo. Su candidato fue Miquel Ensenyat, de PSM-Entesa Nacionalista[101] quien se presentó a las elecciones para exigir que el estado inviertiera en Baleares lo mismo que en la península.[102] Y el número dos fue David Abril, de IniciativaVerds y Equo.
- Coalición Caballas: segunda fuerza política ceutí en las elecciones a la Asamblea de Ceuta de 2011.[103]
- Unión del Pueblo Leonés (UPL): cuenta con un escaño en las Cortes de Castilla y León; solo se presentó al Senado.[104]

##### Partidos sin representación parlamentaria
- Partido Animalista Contra el Maltrato Animal (PACMA):[105] partido que lucha por los derechos de los animales y contra el maltrato a éstos, también como parte de la exigencia del respeto al derecho a la vida humana. Asimismo, defiende la promoción del vegetarianismo y veganismo. Se define como partido animalista, es decir que hace de la defensa de los derechos de los animales su bandera política. Anteriormente se llamaba como "Partido Antitaurino Contra el Maltrato Animal" y surgió a partir de la unión de diversos colectivos antitaurinos y de defensa de los animales. Se presentó en 46 circunscripciones, en otra su candidatura no fue proclamada.
- Equo: es un partido formado por una treintena de formaciones ecologistas, entre ellas casi todos los miembros de la Confederación de Los Verdes,[106] y está apoyado por el Partido Verde Europeo.[107] Se presenta por primera vez a unas elecciones y su ideología se basa fundamentalmente en la ecología política y el progreso social.[108][109] Se presentó sólo o en coalición en 43 circunscripciones. Sin embargo, en Cataluña no se presentó porque Equo reconoce que su referente allí es Iniciativa per Catalunya Verds.[110] Juan López de Uralde, exdirector de Greenpeace en España, fue elegido cabeza de lista en unas primarias abiertas,[111] estableciendo al mismo tiempo listas paritarias.[112] En Baleares y la Comunidad Valenciana se sumó a dos coaliciones con partidos con representación autonómica (Compromís en Valencia, PSM-Iniciativa Verds-Entesa en Baleares; ambas formadas por partidos nacionalistas y ecologistas), con Socialistas por Tenerife y Alternativa Sí Se Puede por Tenerife en la provincia de Santa Cruz de Tenerife,[113] y para el Senado con Izquierda Unida y Movimiento por Santomera en la Región de Murcia.[55]
- Escaños en Blanco (Eb):[114] partido que persigue el reconocimiento de un voto de protesta en forma de escaños vacíos. Su programa tiene un único punto, no tomar posesión de los cargos a los que se presentan, dejando así vacío cualquier escaño que pudieran llegar a alcanzar, renunciando a todo tipo de remuneración personal derivada de este hecho, así como a las subvenciones que marca la Ley de Financiación de partidos. Presentó candidaturas en 23 circunscripciones, aunque en Cataluña, Baleares y Valencia con el nombre de Escons en Blanc.
- Partido Andalucista (PA): partido de ideología nacionalista andaluza.[115] Es el más importante dentro del nacionalismo andaluz, aunque no posee representación ni en el Congreso de los Diputados ni en el Parlamento de Andalucía. Se presentó en las 8 circunscripciones andaluzas, ya que en Madrid su candidatura no fue proclamada.
- Plataforma per Catalunya (PxC): partido político catalán cuyo núcleo político es la crítica de la actual política de inmigración. Es calificado comúnmente como xenófobo y ultraderechista.[116][117][118][119] La Plataforma, ya en 2003, rechazó que se la calificara como racista y xenófoba,[120] identificándose como un partido identitario y populista. Se presentó por Barcelona, Gerona, Lérida y Tarragona, la candidatura por Madrid no llegó a ser enviada.
- Por un Mundo más Justo (PUM+J):[121] partido cuyo objetivo es la erradicación de la pobreza. El PUM+J promueve el incremento de la cantidad y calidad de la Ayuda Oficial al Desarrollo (AOD), disminución del gasto en defensa, políticas de condonación de deuda externa, unas reglas justas de comercio internacional sobre todo en agricultura y materias primas, y eliminación de los paraísos fiscales. Presentó candidaturas en 35 circunscripciones, en otras 8 no fueron proclamadas.
- Partido Comunista de los Pueblos de España (PCPE):[122] partido de ideología Marxista-Leninista. Se presentó bajo el lema: Todo para la clase obrera en 29 circunscripciones incluida la de Madrid que tuvo que ser reclamada al Tribunal Constitucional tras haber impedido la Junta Electoral Central la subsanación de errores en los avales presentados (firmas). Programa del PCPE
- Partido Pirata (PIRATA): se presentó por las circunscripciones de Huesca, Teruel, Provincia de Castellón y Navarra.Pirates de Catalunya (Pirata.cat)[123] partido político independiente, heredero de la ideología del Partido Pirata de Suecia que busca la reforma de las leyes de propiedad intelectual e industrial, incluyendo los derechos de autor (copyright) y las patentes, además aboga por la democracia directa y la defensa de los derechos humanos; se presentó en las cuatro circunscripciones catalanas.
- Anticapitalistas: formación de izquierdas que se dio a conocer en las elecciones al parlamento europeo de 2009, se presentó al Congreso en 9 circunscripciones, entre ellas Madrid.[124] En otras 2 circunscripciones sus candidaturas no fueron proclamadas. Precursor de la formación política Podemos, uno de sus partidos políticios integrante de esta coalición Izquierda Anticapitalista actualmente está al 100 % integrada en Podemos y miembros destacados de las restantes formaciones que integraban esta coalición se han afiliado a Podemos.
- Unificación Comunista de España (UCE): partido político que se declara marxista-leninista-Pensamiento Mao Tse-Tung.[125] con un programa de "redistribución de la riqueza, ampliación de la democracia y defensa de la soberanía nacional". Se presentó en 45 circunscripciones.
- Partido Humanista (PH): partido de izquierdas no marxista que defiende la derogación de las leyes de inmigración en la Unión Europea. Defiende, también, la democracia directa como mejor mecanismo para la toma de decisiones. Se presentó por 10 circunscripciones: Alicante, Asturias, Cantabria, La Coruña, Las Palmas, Madrid, Málaga, Sevilla, Valencia y Zaragoza.
- España 2000 (ESPANA-2000): partido político de extrema derecha que se autodefine como patriótico, social y populista. Se presentó por las circunscripciones de Castellón y Valencia.[126]
- Republicanos (RPS): coalición electoral constituida por varios partidos republicanos: Alternativa Republicana (Acción Republicana Democrática Española, Unión Republicana y Partit Republicà d'Esquerra), Movimiento por la Unidad del Pueblo - Republicanos, y otros locales como Agrupación Republicana de Coslada, y personas a título personal. De izquierda, laica, federalista, se plantea como objetivos inmediatos la proclamación de la III República española, combatir la crisis y cambiar el sistema económico vigente. Se presentó en Madrid, Valencia, Alicante, Cantabria, Murcia, Huelva y Ávila.
- Solidaridad y Autogestión Internacionalista (SAIn): partido adscrito a la corriente del socialismo cristiano, cuyos objetivos prioritarios son acabar con el hambre, el paro, la precariedad laboral y la esclavitud infantil, defendiendo la solidaridad entendida como compartir hasta lo necesario para vivir, la autogestión y el internacionalismo solidario, que fomente las relaciones entre comunidades humanas cada vez más amplias hasta llegar a la comunidad universal. Se presentó en 15 circunscripciones: Asturias, Burgos, Cantabria, Córdoba, Jaén, La Coruña, Las Palmas, Madrid, Málaga, Navarra, Palencia, Pontevedra, Sevilla, Toledo y Valladolid.
- Alternativa Nacionalista Canaria (ANC):[127] partido de izquierda nacionalista canaria surgido en Canarias en 2006. Únicamente presentó candidaturas al Congreso por las circunscripciones de Las Palmas y Santa Cruz de Tenerife.
- Falange Española de las JONS: Partido de extrema derecha que defiende la eliminación de las autonomías, el derecho a la vida desde la concepción a la muerte natural, la nacionalización de la banca, el sindicalismo vertical, una forma de Estado republicana y un parlamento con circunscripción única. Se presentó en 8 circunscripciones.
- Partido Regionalista por Andalucía Oriental (PRAO): persigue la creación de la comunidad autónoma en las provincias de Jaén, Granada y Almería (que definen como Andalucía Oriental), además de mayores inversiones en dichas provincias que son en las que se presentó.[128]
- Units per València (UxV): partido político nacionalista valenciano de tendencia centrista. Sólo consiguió avales por Valencia, y su candidato al congreso fue Antonio Ángel Vilar Martínez.[129]
- Partido de la Libertad Individual (P-LIB):[130] partido de ideología liberal y libertaria que se presentó únicamente por Madrid y Zaragoza.[131]
- Partido Regionalista del País Leonés (PREPAL): partido político de carácter regionalista leonesista, que propugna la autonomía de las provincias de Salamanca, Zamora y León (su denominado País Leonés), dentro de España y del actual marco constitucional. Se presentó por las circunscripciones de León, Salamanca y Zamora.
- Partido Obrero Socialista Internacionalista (POSI): partido de extrema izquierda, defensor del marxismo y de los intereses de los obreros de todo el mundo.[132] Se presentó por las circunscripciones de Castellón y Madrid.[133]
- Democracia Nacional (DN): partido político calificado como de "extrema derecha" ("transversal" según sus miembros) cuyas propuestas principales son dar freno a la inmigración legal y masiva, defender el derecho a la prioridad nacional de los ciudadanos españoles, defensa de la unidad nacional, nacionalización de la banca, defensa de la política social, salida de la Unión Europea de España y vuelta a la peseta, supresión del Estado de las autonomías como medida contra la crisis y el malgasto, defensa de lo público. Además DN aboga por la defensa de la naturaleza y endurecer las leyes en temas referidos a la corrupción. Únicamente se presentó en Soria, Valladolid, Guadalajara, Almería y Huelva ya que su candidatura por Ciudad Real no fue proclamada.
- Converxencia XXI (C XXI): nacido en 2009, este partido liderado por Carlos Vázquez Padín se presentó en las circunscripciones de Galicia.[134] Como precedente, este partido autodenominado liberal y galleguista, se presentó a las Elecciones Municipales 2011, obteniendo representación en Tuy.
- Unidad del Pueblo (UP): partido de izquierda independentista y socialista[135] que tiene como objetivos la libertad de los canarios, el desarrollo de la democracia y la transformación de la sociedad canaria en una sociedad socialista, más justa, equitativa y solidaria.[136] Se presentó al Congreso por la provincia de Las Palmas y al Senado por las islas de Gran Canaria y La Palma.
- Familia y Vida (PFyV): partido político que pretende unir los esfuerzos de todas las personas que consideran que la familia y la vida humana son los dos pilares fundamentales de toda acción política. Presentó candidaturas en Ávila y Baleares, ya que sus listas por Barcelona y Valencia no fueron proclamadas.
- Unión de Ciudadanos Independientes de Toledo (UCIT): partido político de la provincia de Toledo constituido para contribuir a la determinación de la política provincial, y a la formación de la voluntad política de los ciudadanos, así como promover su participación en las instituciones representativas de carácter político.[137] Se presentó por la circunscripción de Toledo.
- Unidad Regionalista de Castilla y León (URCL): se define como un partido político "regionalista, democrático, moderno y renovador que, basándose en los principios de libertad, justicia y solidaridad, asume la defensa a ultranza de los legítimos intereses de Castilla y León".[138] Se presentó por las circunscripciones de Palencia y Valladolid.
- Partido para la Regeneración Democrática en España (PRDE): partido que aboga por los intereses de Murcia en el panorama nacional e internacional. Se presentó por la circunscripción de Murcia.[139]
- Partido de Internet (PDI, INTERNET): carece de ideología concreta o su única ideología es la democracia participativa. Quiere introducir la democracia directa electrónica. Se presentó por la circunscripción de Cádiz.
- Partido Castellano (PCAS): aunque mantenía un acuerdo con el PRC[140] y otros partidos de que el candidato a la presidencia del Gobierno fuera Miguel Ángel Revilla presentó a sus miembros al Congreso y al Senado bajo sus propias siglas. Su apuesta ideológica[141] es el castellanismo, unificar los territorios "castellanos" de España en la división territorial de 1833 (Castilla La Vieja y Castilla La Nueva) como la comunidad autónoma de Castilla integrada en España. Se consideran también "una alternativa plural al bipartidismo que representan el PP y el PSOE".[142] Se presentó por las circunscripciones de Cuenca y Guadalajara en la comunidad de Castilla-La Mancha y las de Burgos y Palencia en Castilla y León aunque en esta comunidad el PCAS se presentó con el nombre de Partido de Castilla y León (PCAL), nombre que progresivamente desaparecerá adoptando también el de PCAS.[143]
- Partido Democrático y Constitucional (PDYC): partido reformista cuyo objetivo principal es la superación de la profunda crisis económica, social y política.[144] Se presentó por la circunscripción de Asturias.
- Los Verdes-Grupo Verde (LV-GV): partido político de carácter ecologista (defensor de la aplicación de políticas verdes) y ámbito estatal. Pertenece y fue uno de los fundadores de la Mesa de Unidad de los Verdes España. No forma parte del Partido Verde Europeo y no debe confundirse con su exrepresentante en España, la Confederación de Los Verdes, sustituidos actualmente por Equo. Únicamente se presentó en Ceuta, ya que sus candidaturas por Barcelona no fueron proclamadas.
- Socialistas por Teruel (SXT): escisión del PSOE que se presentó por la circunscripción de Teruel.

### Sondeos de intención de voto

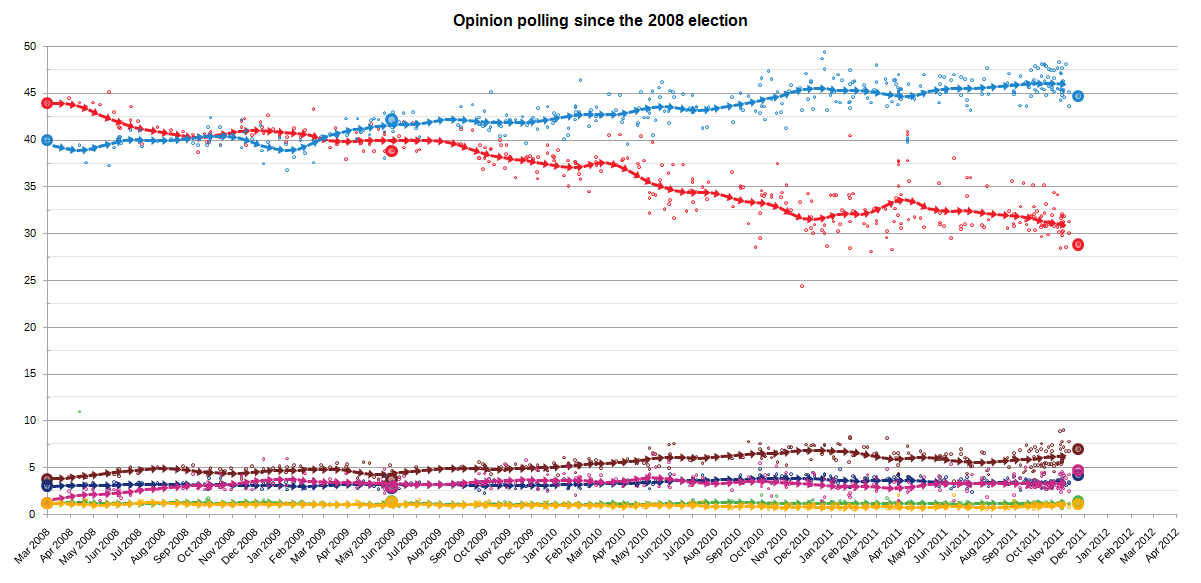

## Campaña electoral
La campaña electoral comenzó a las 0:00 horas del 4 de noviembre con la tradicional pegada de carteles. El Partido Popular arrancó la campaña por primera vez en Cataluña con un acto en Castelldefels (Barcelona), ciudad cuya alcaldía pertenecía por primera vez a este partido desde las municipales del mismo año. El Partido Socialista la inició en Madrid, con un acto celebrado en Alcalá de Henares. Izquierda Unida y Unión Progreso y Democracia también comenzaron la campaña en la Comunidad de Madrid.

### Lemas de campaña
Los eslóganes de campaña utilizados por los partidos fueron los siguientes:
- PSOE: Pelea por lo que quieres.[150]
- PP: Súmate al cambio.[151]
- Izquierda Unida: ¡Rebélate![152]
- UPyD: Cada voto vale.[153]
- CiU: + × Cat.[154]
- Amaiur: Eraiki zubia. ('Tendiendo puentes')[155]
- EAJ-PNV: Euskadiren alde ('Por Euskadi') y Euskadi puede.[156]
- ERC-CatSí: República del sí.[157]
- Compromís: Som com tu ('Somos como tú').
- BNG: A alternativa que te defende ('La alternativa que te defiende').

### Debates electorales

#### Cara a cara entre Rajoy y Rubalcaba
El día 7 de noviembre se llevó a cabo el único debate entre los candidatos de los dos partidos mayoritarios: Alfredo Pérez Rubalcaba por el PSOE y Mariano Rajoy por el PP. Se realizó en los estudios de la Academia de Televisión y fue conducido por el periodista Manuel Campo Vidal. Se estima que el coste del debate fue de entre 530 000 y 550 000 euros. Consistió en cien minutos de intervenciones divididas en tres bloques: economía y empleo, políticas sociales y otras políticas; donde Rubalcaba y Rajoy se enzarzaron por las prestaciones al desempleo, la financiación de la sanidad, la educación y las pensiones.
Rajoy comenzó el debate diciendo que la situación actual de España es "insostenible" y que está en juego "continuar por la misma senda o cambiar de rumbo". Rubalcaba insistió en que los dos partidos tienen dos modelos para salir de la crisis y que no dan igual uno que otro.
Ambos aprovecharon para poner sobre la mesa algunos compromisos: Mariano Rajoy no congelará las pensiones y Rubalcaba pedirá a la Unión Europea que amplíe en dos años el plazo para cumplir el déficit, el impuesto a las grandes fortunas y a los bancos, etc. Al final los dos candidatos coincidieron en subrayar la idea de que el país tiene suficiente capacidad para salir de la crisis.

#### Debate a cinco
El día 9 de noviembre TVE realizó un debate conducido por María Casado con la presencia de un representante de cada Grupo parlamentario excepto el Mixto. Por parte del PSOE concurrió Ramón Jáuregui candidato por Álava; por el PP Alberto Ruiz-Gallardón candidato por Madrid; Gaspar Llamazares candidato de IU por Asturias, Pere Macias número 2 de CiU por Barcelona y Josu Erkoreka candidato del PNV por Vizcaya. Por parte de ERC no acudió ningún candidato ya que la Junta Electoral estimó que el representante que debía acudir por parte del Grupo ERC-IU-ICV era el de IU.
El debate se dividió en tres bloques, el primero sobre Economía con una duración de 40 minutos repartidos a partes iguales entre los 5 oradores; el segundo sobre Políticas sociales con 30 minutos de intervenciones; y un tercero de igual duración sobre Otras políticas y Democracia. Al final de cada uno de los bloques se emitió una declaración grabada de aproximadamente un minuto de duración de los representantes del Grupo Mixto: Rosa Díez candidata de UPyD por Madrid, Francisco Jorquera candidato del BNG por La Coruña y Ana Oramas candidata de CC-NC-PNC por Santa Cruz de Tenerife. Los 5 candidatos presentes en el plató tuvieron, además, otros dos turnos de intervención: uno al principio de presentación y otro al final de conclusión y petición del voto.

## Resultados

### Participación
|  | 37,88 % |

|  | 57,65 % |

|  | 71,71 % |

### Congreso de los Diputados
|  | 44,63 % |

|  | 53,14 % |

|  | 28,76 % |

|  | 31,42 % |

|  | 6,92 % |

|  | 3,14 % |

|  | 4,70 % |

|  | 1,42 % |

|  | 4,17 % |

|  | 4,57 % |

|  | 1,37 % |

|  | 2,00 % |

|  | 1,33 % |

|  | 1,42 % |

|  | 1,05 % |

|  | 0,85 % |

|  | 0,89 % |

|  | 0,00 % |

|  | 0,75 % |

|  | 0,57 % |

|  | 0,59 % |

|  | 0,57 % |

|  | 0,51 % |

|  | 0,28 % |

|  | 0,42 % |

|  | 0,00 % |

|  | 0,41 % |

|  | 0,28 % |

|  | 0,40 % |

|  | 0,00 % |

|  | 0,32 % |

|  | 0,00 % |

|  | 0,25 % |

|  | 0,00 % |

|  | 0,18 % |

|  | 0,00 % |

|  | 0,17 % |

|  | 0,28 % |

|  | 2,18 % |

|  | 0,00 % |

|  | 100 % |

|  | 68,94 % |

|  | 98,71 % |

|  | 98,63 % |

|  | 1,37 % |

|  | 1,29 % |

|  | 31,06 % |

#### Diputados por circunscripciones
| Circunscripción                                             | Partido       | Votos     | %      | Diputados | +/- |
| ----------------------------------------------------------- | ------------- | --------- | ------ | --- | --- |
| Álava 4 diputados                                           | PP            | 45 891    | 27,17% | 1 (Alfonso Alonso Aranegui) | =   |
| Álava 4 diputados                                           | PSE-EE (PSOE) | 39 579    | 23,44% | 1 (Ramón Jáuregui Atondo) | 1   |
| Álava 4 diputados                                           | Amaiur        | 32 267    | 19,11% | 1 (Iker Urbina Fernández) | 1   |
| Álava 4 diputados                                           | EAJ-PNV       | 31 849    | 18,86% | 1 (Emilio Olabarria Muñoz) | =   |
| Albacete 4 diputados                                        | PP            | 127 883   | 55,14% | 3 (Maravillas Falcón Dacal, Álvaro María Nadal Belda y Francisco Molinero Hoyos) | 1   |
| Albacete 4 diputados                                        | PSOE          | 69 762    | 30,08% | 1 (Manuel Gabriel González Ramos) | 1   |
| Alicante 12 diputados                                       | PP            | 489 297   | 55,21% | 8 (Federico Trillo-Figueroa Martínez-Conde, Gerardo Camps Devesa, Macarena Montesinos de Miguel, Mario Francisco José Flores Lanuza, Miriam Guadalupe Blasco Soto, Santiago Martínez Rodríguez, José López Garrido y María Amparo Ferrando Sendra) | 1   |
| Alicante 12 diputados                                       | PSOE          | 238 826   | 26,95% | 4 (Leire Pajín Iraola, Federico Buyolo García, Gabriel Echávarri Fernández y Herick Manuel Campos Arteseros) | 1   |
| Almería 6 diputados                                         | PP            | 179 881   | 57,73% | 4 (Rafael Hernando Fraile, Juan José Matarí Sáez, María del Carmen Navarro Cruz y Jesús Caicedo Bernabé) | 1   |
| Almería 6 diputados                                         | PSOE          | 92 736    | 29,76% | 2 (Consuelo Rumí Ibáñez y Luis López Jiménez) | 1   |
| Asturias 8 diputados                                        | PP            | 222 179   | 35,41% | 3 (Mercedes Fernández González, Ovidio Sánchez Díaz y María del Carmen Rodríguez Maniega) | 1   |
| Asturias 8 diputados                                        | PSOE          | 183 170   | 29,19% | 3 (Antonio Trevín Lombán, María Luisa Carcedo Roces y María Virtudes Monteserín Rodríguez) | 1   |
| Asturias 8 diputados                                        | FAC           | 92 549    | 14,75% | 1 (Enrique Álvarez Sostres) | 1   |
| Asturias 8 diputados                                        | IU-IX         | 83 312    | 13,27% | 1 (Gaspar Llamazares Trigo) | 1   |
| Ávila 3 diputados                                           | PP            | 65 469    | 61,96% | 2 (Sebastián González Vázquez y Pablo Casado Blanco) | =   |
| Ávila 3 diputados                                           | PSOE          | 24 164    | 22,87% | 1 (Pedro José Muñoz González) | =   |
| Badajoz 6 diputados                                         | PP-EU         | 207 099   | 50,81% | 4 (María Teresa Angulo Romero, Alejandro Ramírez del Molino Morán, Bibiano Serrano Calurano y Germán Augusto López Iglesias) | 1   |
| Badajoz 6 diputados                                         | PSOE          | 153 340   | 37,53% | 2 (María Soledad Pérez Domínguez y José Ignacio Sánchez Amor) | 1   |
| Baleares 8 diputados                                        | PP            | 216 808   | 49,53% | 5 (Miquel Ramis Socias, Enrique Fajarnés Ribas, Juan Carlos Grau Reinés, Isabel María Borrego Cortés y María de la O Ares Martínez-Fortún) | 1   |
| Baleares 8 diputados                                        | PSOE          | 126 344   | 28,86% | 3 (Pablo Martín Peré, Sofía Hernanz Costa y Guillem García Gasulla) | 1   |
| Barcelona 31 diputados                                      | PSC-PSOE      | 725 669   | 27,78% | 10 (Carme Chacón Piqueras, Daniel Fernández González, Joan Rangel Tarrés, Esperança Esteve Ortega, José Zaragoza Alonso, Isabel López Chamosa, Albert Soler Sicilia, Meritxell Batet Lamaña, Román Ruiz Llamas y Juan Carlos Corcuera Plaza) | 6   |
| Barcelona 31 diputados                                      | CiU           | 709 223   | 27,15% | 9 (Josep Antoni Duran i Lleida, Pere Macias i Arau, Mercè Pigem i Palmés, Carles Campuzano i Canadés, Inmaculada Riera i Reñé, Josep Sánchez i Llibre, Antoni Picó i Azanza, Lourdes Ciuró i Buldó y Feliu-Joan Guillaumes i Ràfols) | 3   |
| Barcelona 31 diputados                                      | PP            | 547 166   | 20,95% | 7 (Jorge Fernández Díaz, Jorge Moragas Sánchez, María Ángeles Esteller Ruedas, José Luis Ayllón Manso, María Dolores Montserrat Montserrat, Antonio Gallego Burgos y Daniel Serrano Coronado) | 1   |
| Barcelona 31 diputados                                      | ICV-EUiA      | 236 916   | 9,07%  | 3 (Joan Coscubiela Conesa (ICV), Laia Ortiz Castellví (ICV) y Joan Josep Nuet i Pujals (EUiA) | 2   |
| Barcelona 31 diputados                                      | ERC-RI.CAT    | 169 284   | 6,48%  | 2 (Alfred Bosch Pascual y Joan Tardà i Coma) | =   |
| Burgos 4 diputados                                          | PP            | 115 651   | 54,25% | 3 (Juan Carlos Aparicio Pérez, Sandra Moneo Díez y Gema Conde Martínez) | 1   |
| Burgos 4 diputados                                          | PSOE          | 59 571    | 27,94% | 1 (Luis Tudanca Fernández) | 1   |
| Cáceres 4 diputados                                         | PP-EU         | 131 983   | 52,13% | 2 (Carlos Floriano Corrales y Rafael Rodríguez-Ponga Salamanca) | =   |
| Cáceres 4 diputados                                         | PSOE          | 92 349    | 36,47% | 2 (Leire Iglesias Santiago y María Pilar Lucio Carrasco) | =   |
| Cádiz 8 diputados (uno menos que en las elecciones de 2008) | PP            | 291 675   | 47,06% | 5 (Teófila Martínez Saiz, José Ignacio Landaluce Calleja, Aurelio Romero Girón, María Felicidad Rodríguez Sánchez y Alfonso Candón Adán) | 1   |
| Cádiz 8 diputados (uno menos que en las elecciones de 2008) | PSOE          | 203 028   | 32,76% | 3 (Manuel Chaves González, Mamen Sánchez Díaz y Francisco González Cabaña) | 2   |
| Cantabria 5 diputados                                       | PP            | 182.653   | 52,20% | 4 (Ana María Madrazo Díaz, José María Lassalle Ruiz, María Jesús Susinos Tarrero y José María Alonso Ruiz) | 1   |
| Cantabria 5 diputados                                       | PSOE          | 88.104    | 25,18% | 1 (María del Puerto Gallego Arriola) | 1   |
| Castellón 5 diputados                                       | PP            | 156.544   | 52,87% | 3 (Manuel Cervera Taulet, Andrea Fabra y María Ascensión Figueres Gorriz) | =   |
| Castellón 5 diputados                                       | PSOE          | 87.461    | 29,54% | 2 (Ximo Puig Ferrer y Susana Ros Martínez) | =   |
| Ciudad Real 5 diputados                                     | PP            | 164.685   | 55,25% | 3 (Rosa Romero Sánchez, María del Carmen Quintanilla Barba y José Alberto Martín-Toledano Suárez) | =   |
| Ciudad Real 5 diputados                                     | PSOE          | 95.236    | 31,95% | 2 (José María Barreda Fontes e Isabel Rodríguez García) | =   |
| Córdoba 6 diputados                                         | PP            | 208.889   | 44,63% | 3 (Federico Cabello de Alba Hernández, Rafael Merino López y Fernando López-Amor García) | 1   |
| Córdoba 6 diputados                                         | PSOE          | 170.033   | 36,33% | 3 (Rosa Aguilar Rivero, Antonio Hurtado Zurera y María Angelina Costa Palacios) | 1   |
| La Coruña 8 diputados                                       | PP            | 340.206   | 51,54% | 5 (Antonio Erias Rey, Marta González Vázquez, Arsenio Miguel Fernández de Mesa Díaz del Río, Tristana María Moraleja Gómez y Juan de Dios Ruano Gómez) | 1   |
| La Coruña 8 diputados                                       | PSdeG-PSOE    | 179.512   | 27,19% | 2 (Francisco Caamaño Domínguez y Miguel Ángel Cortizo Nieto) | 1   |
| La Coruña 8 diputados                                       | BNG           | 77.664    | 11,76% | 1 (Francisco Jorquera Caselas) | =   |
| Cuenca 3 diputados                                          | PP            | 69.915    | 55,97% | 2 (María Jesús Bonilla Domínguez y José María Beneyto Pérez) | =   |
| Cuenca 3 diputados                                          | PSOE          | 41.176    | 32,96% | 1 (Luis Carlos Sahuquillo García) | =   |
| Gerona 6 diputados                                          | CiU           | 119.973   | 39,27% | 3 (Jordi Xuclà i Costa, Montserrat Surroca i Comas y Carles Pàramo i Ponsetí) | 1   |
| Gerona 6 diputados                                          | PSC-PSOE      | 65.471    | 21,43% | 1 (Àlex Sáez i Jubero) | 2   |
| Gerona 6 diputados                                          | PP            | 49.503    | 16,20% | 1 (Josep Enric Millo Rocher) | 1   |
| Gerona 6 diputados                                          | ERC-RI.CAT    | 32.834    | 10,74% | 1 (Teresa Jordà i Roura) | =   |
| Granada 7 diputados                                         | PP            | 236.981   | 46,75% | 4 (Concha de Santa Ana Fernández, Pablo García Pérez, Eugenio Nasarre Goicoechea y José Miguel Castillo Calvín) | 1   |
| Granada 7 diputados                                         | PSOE          | 184.895   | 36,47% | 3 (José Martínez Olmos, Elvira Ramón Utrabo y Manuel Pezzi Cereto) | 1   |
| Guadalajara 3 diputados                                     | PP            | 71.282    | 54,03% | 2 (Antonio Román Jasanada y Ramón Aguirre Rodríguez) | =   |
| Guadalajara 3 diputados                                     | PSOE          | 36.495    | 27,66% | 1 (Magdalena Valerio Cordero) | =   |
| Guipúzcoa 6 diputados                                       | Amaiur        | 129.655   | 34,80% | 3 (Maite Ariztegui Larrañaga, Rafael Larreina Valderrama y Xabier Mikel Errekondo Saltsamendi) | 3   |
| Guipúzcoa 6 diputados                                       | EAJ-PNV       | 83.455    | 22,40% | 1 (Arantza Tapia Otaegi) | 1   |
| Guipúzcoa 6 diputados                                       | PSE-EE (PSOE) | 78.100    | 20,96% | 1 (Odón Elorza González) | 2   |
| Guipúzcoa 6 diputados                                       | PP            | 51.088    | 13,71% | 1 (José Eugenio Azpiroz Villar) | =   |
| Huelva 5 diputados                                          | PP            | 115.496   | 43,88% | 3 (Fátima Báñez García, Juan Carlos Lagares Flores y Carmelo Romero Hernández) | 1   |
| Huelva 5 diputados                                          | PSOE          | 106.727   | 40,55% | 2 (Javier Barrero López y María José Rodríguez Ramírez) | 1   |
| Huesca 3 diputados                                          | PP-PAR        | 58.257    | 48,56% | 2 (Blanca Puyuelo del Val y Manuel Mora Bernat) | 1   |
| Huesca 3 diputados                                          | PSOE          | 40.423    | 33,69% | 1 (Víctor Morlán Gracia) | 1   |
| Jaén 6 diputados                                            | PP            | 182.523   | 45,31% | 3 (Elvira Rodríguez Herrer, Gabino Puche Rodríguez Acosta y Miguel Sánchez de Alcázar Ocaña) | 1   |
| Jaén 6 diputados                                            | PSOE          | 165.094   | 40,99% | 3 (Concepción Gutiérrez del Castillo, Gaspar Zarrías Arévalo y Felipe Jesús Sicilia Alférez) | 1   |
| León 5 diputados                                            | PP            | 151.773   | 52,16% | 3 (Alfredo Prada Presa, Eduardo Fernández García y María Aránzazu Miguélez Pariente) | 1   |
| León 5 diputados                                            | PSOE          | 99.093    | 34,06% | 2 (José Antonio Alonso Suárez y Francisco Javier Fernández Álvarez) | 1   |
| Lérida 4 diputados                                          | CiU           | 79.346    | 41,35% | 2 (Conxita Tarruella Tomàs y Marc Solsona Aixalà) | 1   |
| Lérida 4 diputados                                          | PSC-PSOE      | 38.977    | 20,31% | 1 (Teresa Cunillera i Mestres) | 1   |
| Lérida 4 diputados                                          | PP            | 37.299    | 19,44% | 1 (José Ignacio Llorens Torres) | =   |
| Lugo 4 diputados                                            | PP            | 119.866   | 56,10% | 3 (Joaquín García Díez, Jaime Eduardo de Olano Vela y María Olga Iglesias Fontal) | 1   |
| Lugo 4 diputados                                            | PSdeG-PSOE    | 60.162    | 28,15% | 1 (José Blanco López) | 1   |
| Madrid 36 diputados (uno más que en las elecciones de 2008) | PP            | 1.708.572 | 50,84% | 19 (Mariano Rajoy Brey, Soraya Sáenz de Santamaría Antón, Ana Mato Adrover, Alberto Ruiz-Gallardón Jiménez, Miguel Arias Cañete, Santiago Cervera Soto, Juan Carlos Vera Pro, Ignacio Astarloa Huarte-Mendicoa, Beatriz Rodríguez-Salmones Cabeza, Cayetana Álvarez de Toledo Peralta Ramos, Francisco José Villar García Moreno, Teófilo de Luis Rodríguez, María Teresa De Lara Carbó, Carlos Aragonés Mendiguchía, Eva Durán Ramos, Gabriel Elorriaga Pisarik, María del Carmen Álvarez-Arenas Cisneros, Mario Mingo Zapatero y María Luz Bajo Prieto) | 1   |
| Madrid 36 diputados (uno más que en las elecciones de 2008) | PSOE          | 875.044   | 26,03% | 10 (Alfredo Pérez Rubalcaba, Elena Valenciano Martínez-Orozco, Valeriano Gómez Sánchez, Cristina Narbona Ruiz, Rafael Simancas Simancas, Antonio Hernando Vera, Delia Blanco Terán, José Enrique Serrano Martínez, Diego López Garrido y Ángeles Álvarez Álvarez) | 5   |
| Madrid 36 diputados (uno más que en las elecciones de 2008) | UPyD          | 346.122   | 10,29% | 4 (Rosa Díez González, Carlos Martínez Gorriarán, Álvaro Anchuelo Greco e Irene Lozano Domingo) | 3   |
| Madrid 36 diputados (uno más que en las elecciones de 2008) | IU-LV         | 270.223   | 8,04%  | 3 (Cayo Lara Moya, Ascensión de las Heras Ladera y Caridad García Álvarez) | 2   |
| Málaga 10 diputados                                         | PP            | 357.099   | 49,70% | 6 (Celia Villalobos Talero, Juan Manuel Moreno Bonilla, Margarita del Carmen del Cid Muñoz, Carolina España Reina, Ángel Luis González Muñoz y Joaquín Villanova Rueda) | 1   |
| Málaga 10 diputados                                         | PSOE          | 226.674   | 31,55% | 3 (Trinidad Jiménez García-Herrera, Miguel Ángel Heredia Díaz y José Andrés Torres Mora) | 2   |
| Málaga 10 diputados                                         | IULV-CA       | 64.822    | 9,02%  | 1 (Alberto Garzón Espinosa) | 1   |
| Murcia 10 diputados                                         | PP            | 471.354   | 64,27% | 8 (Pilar Barreiro Álvarez, Vicente Martínez-Pujalte López, Andrés José Ayala Sánchez, Jaime García-Legaz Ponce, María Ascensión Carreño Fernández, Lourdes Méndez Monasterio, Arsenio Pacheco Atienza y Dolores Bolarín Sánchez) | 1   |
| Murcia 10 diputados                                         | PSOE          | 153.672   | 20,95% | 2 (María González Veracruz y Pedro Saura García) | 1   |
| Navarra 5 diputados                                         | UPN-PP        | 126.101   | 38,22% | 2 (Carlos Salvador Armendariz (UPN) y José Cruz Pérez Lapazarán (PP) | =   |
| Navarra 5 diputados                                         | PSOE          | 72.656    | 22,00% | 1 (Juan Moscoso del Prado Hernández) | 1   |
| Navarra 5 diputados                                         | Amaiur        | 49.100    | 14,86% | 1 (Sabino Cuadra Lasarte) | 1   |
| Navarra 5 diputados                                         | GBAI          | 42.411    | 12,84% | 1 (Uxue Barkos Berruezo) | 1   |
| Navarra 5 diputados                                         | NA-BAI        | ---       | ---    | --- | 1   |
| Orense 4 diputados                                          | PP            | 113.972   | 56,65% | 3 (Celso Luis Delgado Arce, Guillermo Collarte Rodríguez y Ana Belén Vázquez Blanco) | 1   |
| Orense 4 diputados                                          | PSdeG-PSOE    | 56.203    | 27,95% | 1 (Laura Seara Sobrado) | 1   |
| Palencia 3 diputados                                        | PP            | 58.580    | 55,16% | 2 (Ignacio Cosidó Gutiérrez y María Jesús Celinda Sánchez García) | =   |
| Palencia 3 diputados                                        | PSOE          | 33.202    | 31,26% | 1 (Julio Villarrubia Mediavilla) | =   |
| Las Palmas 8 diputados                                      | PP            | 240.660   | 51,07% | 5 (José Manuel Soria López, Matilde Pastora Asian González, Guillermo Carlos Mariscal Anaya, Celia Alberto Pérez y Francisco Domingo Cabrera García) | 1   |
| Las Palmas 8 diputados                                      | PSOE          | 123.158   | 26,13% | 2 (Sebastián Franquis Vera y Pilar Grande Pesquero) | 2   |
| Las Palmas 8 diputados                                      | CC-NC-PNC     | 53.192    | 11,28% | 1 (Pedro Quevedo Iturbe) | 1   |
| Pontevedra 7 diputados                                      | PP            | 281.668   | 50,81% | 4 (Ana Pastor Julián, Irene Garrido Valenzuela, María Paz Lago Martínez y Telmo Martín González) | 1   |
| Pontevedra 7 diputados                                      | PSdeG-PSOE    | 155.354   | 28,02% | 2 (María del Carmen Silva Rego y Guillermo Antonio Meijón Couselo) | 1   |
| Pontevedra 7 diputados                                      | BNG           | 66.970    | 12,08% | 1 (Olaia Fernández Dávila) | =   |
| La Rioja 4 diputados                                        | PP            | 94.572    | 54,71% | 3 (Conrado Escobar Las Heras, María Concepción Bravo Ibáñez y Juan Antonio Abad Pérez) | 1   |
| La Rioja 4 diputados                                        | PSOE          | 53.697    | 31,06% | 1 (César Luena López) | 1   |
| Salamanca 4 diputados                                       | PP            | 128.357   | 60,18% | 3 (Gonzalo Robles Orozco, José Antonio Bermúdez de Castro Fernández y María Jesús Moro Almaraz) | 1   |
| Salamanca 4 diputados                                       | PSOE          | 55.644    | 26,09% | 1 (Jesús Caldera Sánchez-Capitán) | 1   |
| Santa Cruz de Tenerife 7 diputados                          | PP            | 204.977   | 44,88% | 4 (Pablo Matos Mascareño, Águeda Fumero Roque, Ernesto Aguiar Rodríguez y Manuel Luis Torres Herrera) | 2   |
| Santa Cruz de Tenerife 7 diputados                          | PSOE          | 107.317   | 23,48% | 2 (José Segura Clavell y Patricia Hernández Gutiérrez) | 1   |
| Santa Cruz de Tenerife 7 diputados                          | CC-NC-PNC     | 90.358    | 19,77% | 1 (Ana Oramas González-Moro) | 1   |
| Segovia 3 diputados                                         | PP            | 52.098    | 56,43% | 2 (Beatriz Escudero Berzal y Pedro Ramón Gómez de la Serna y Villacieros) | =   |
| Segovia 3 diputados                                         | PSOE          | 24.711    | 26,76% | 1 (Juan Luis Gordo Pérez) | =   |
| Sevilla 12 diputados                                        | PSOE          | 441.657   | 41,71% | 6 (Alfonso Guerra González, José Antonio Viera Chacón, Soledad Cabezón Ruiz, María José Vázquez Morillo, Antonio Francisco Pradas Torres y María Isabel Pozuelo Meño) | 2   |
| Sevilla 12 diputados                                        | PP            | 409.547   | 38,68% | 5 (Cristóbal Montoro Romero, Ricardo Tarno Blanco, María Eugenia Romero Rodríguez, Juan Manuel Albendea Pabón y Silvia Heredia Martín) | 1   |
| Sevilla 12 diputados                                        | IULV-CA       | 91.368    | 8,62%  | 1 (José Luis Centella Gómez) | 1   |
| Soria 2 diputados                                           | PP            | 28.058    | 54,93% | 1 (Jesús Posada Moreno) | =   |
| Soria 2 diputados                                           | PSOE          | 16.058    | 31,43% | 1 (Félix Lavilla Martínez) | =   |
| Tarragona 6 diputados                                       | CiU           | 105.721   | 30,55% | 2 (Jordi Jané i Guasch y Martí Barberà i Montserrat) | 1   |
| Tarragona 6 diputados                                       | PSC-PSOE      | 90.206    | 26,07% | 2 (Francesc Vallès Vives y Joan Ruiz i Carbonell) | 2   |
| Tarragona 6 diputados                                       | PP            | 81.384    | 23,55% | 2 (Alejandro Fernández Álvarez y Juan Bertomeu Bertomeu) | 1   |
| Teruel 3 diputados                                          | PP-PAR        | 39.791    | 51,73% | 2 (Carlos Muñoz Obón y Santiago Lanzuela Marina) | 1   |
| Teruel 3 diputados                                          | PSOE          | 25.203    | 32,77% | 1 (Vicente Guillén Izquierdo) | 1   |
| Toledo 6 diputados                                          | PP            | 220.311   | 57,29% | 4 (Arturo García-Tizón López, Agustín Conde Bajén, Francisco Vañó Ferre y Rocío López González) | 1   |
| Toledo 6 diputados                                          | PSOE          | 112.380   | 29,22% | 2 (Alejandro Alonso Núñez y María Guadalupe Martín González) | 1   |
| Valencia 16 diputados                                       | PP            | 742.624   | 52,24% | 9 (Esteban González Pons, Belén Juste Picón, Ignacio Gil Lázaro, Marta Torrado de Castro, Rubén Moreno Palanques, Belén Hoyo Juliá, Nacho Uriarte Ayala, Vicente Ferrer Roselló y Susana Camarero Benítez) | =   |
| Valencia 16 diputados                                       | PSOE          | 369.404   | 25,98% | 4 (Inmaculada Rodríguez-Piñero Fernández, Ciprià Císcar Casaban, José Luis Ábalos Meco y Carmen Montón Giménez) | 3   |
| Valencia 16 diputados                                       | EUPV-EV       | 96.237    | 6,77%  | 1 (Ricardo Sixto Iglesias) | 1   |
| Valencia 16 diputados                                       | COMPROMÍS     | 85.725    | 6,03%  | 1 (Joan Baldoví i Roda) | 1   |
| Valencia 16 diputados                                       | UPyD          | 84.277    | 5,92%  | 1 (Toni Cantó García del Moral) | 1   |
| Valladolid 5 diputados                                      | PP            | 172.327   | 52,93% | 3 (Miguel Ángel Cortés Martín, Tomás Burgos Gallego y María Arenales Serrano Argüello) | =   |
| Valladolid 5 diputados                                      | PSOE          | 94.249    | 28,95% | 2 (Soraya Rodríguez Ramos y Mario Bedera Bravo) | =   |
| Vizcaya 8 diputados                                         | EAJ-PNV       | 208.223   | 32,62% | 3 (Josu Erkoreka Gervasio, Aitor Esteban Bravo y Pedro Azpiazu Uriarte) | =   |
| Vizcaya 8 diputados                                         | PSE-EE (PSOE) | 136.426   | 21,37% | 2 (Eduardo Madina Muñoz y Txiki Benegas Haddad) | 2   |
| Vizcaya 8 diputados                                         | Amaiur        | 122.606   | 19,21% | 2 (Iñaki Antigüedad Auzmendi y Jon Iñarritu García) | 2   |
| Vizcaya 8 diputados                                         | PP            | 113.021   | 17,70% | 1 (Leopoldo Barreda de los Ríos) | =   |
| Zamora 3 diputados                                          | PP            | 67.872    | 57,85% | 2 (Antonio Vázquez Jiménez y Víctor María Calvo-Sotelo Ibáñez-Martín) | =   |
| Zamora 3 diputados                                          | PSOE          | 34.690    | 29,57% | 1 (Antonio Camacho Vizcaíno) | =   |
| Zaragoza 7 diputados                                        | PP-PAR        | 240.564   | 46,94% | 4 (Eloy Suárez Lamata, Baudilio Tomé Muguruza, Ramón Moreno Bustos y Pilar Cortés Bureta) | 1   |
| Zaragoza 7 diputados                                        | PSOE          | 157.616   | 30,75% | 2 (Pilar Alegría Continente y María Susana Sumelzo Jordán) | 2   |
| Zaragoza 7 diputados                                        | CHA-IU        | 58.749    | 11,46% | 1 (Chesús Yuste Cabello (CHA) | 1   |
| Ceuta 1 diputado                                            | PP            | 20.981    | 66,02% | 1 (Francisco Márquez de la Rubia) | =   |
| Melilla 1 diputado                                          | PP            | 17.791    | 66,73% | 1 (Antonio Gutiérrez Molina) | =   |

### Senado
En las elecciones se eligen a 208 de los 266 miembros del Senado. Los 58 restantes son designados por los parlamentos de las comunidades autónomas. Cada parlamento autonómico asigna a un senador, más uno por cada millón de habitantes de la comunidad autónoma.
| ← Elecciones generales de España, 20 de noviembre de 2011 Senadores electos                                                                             |                                                |         |      | |
| Participación | Candidatura                                    | Escaños | +/-  | Notas                                                                                                  |
| - Censo: 35.779.208 - Votantes: 24.411.187 (71,17%) - Abstención: 9.889.354 (28,83%) - Votos nulos: 904.675 (3,71%). - Votos blancos: 1.263.120 (5,37%) | Partido Popular (PP)                           | 136 a   | +35  | a De ellos, 130 del PP, 3 del PAR, 2 de UPN y 1 de CCN.                                                |
| - Censo: 35.779.208 - Votantes: 24.411.187 (71,17%) - Abstención: 9.889.354 (28,83%) - Votos nulos: 904.675 (3,71%). - Votos blancos: 1.263.120 (5,37%) | Partido Socialista Obrero Español (PSOE)       | 48      | -40  | |
| - Censo: 35.779.208 - Votantes: 24.411.187 (71,17%) - Abstención: 9.889.354 (28,83%) - Votos nulos: 904.675 (3,71%). - Votos blancos: 1.263.120 (5,37%) | Convergència i Unió (CiU)                      | 9 b     | +5   | b De ellos, 7 de CDC y 2 de UDC.                                                                       |
| - Censo: 35.779.208 - Votantes: 24.411.187 (71,17%) - Abstención: 9.889.354 (28,83%) - Votos nulos: 904.675 (3,71%). - Votos blancos: 1.263.120 (5,37%) | Entesa pel Progrés de Catalunya (PSC-ICV-EUiA) | 7 c     | -5 d | c De ellos, 6 del PSC y 1 de ICV. d Respecto a Entesa Catalana de Progrés (que también incluía a ERC). |
| - Censo: 35.779.208 - Votantes: 24.411.187 (71,17%) - Abstención: 9.889.354 (28,83%) - Votos nulos: 904.675 (3,71%). - Votos blancos: 1.263.120 (5,37%) | Partido Nacionalista Vasco (EAJ-PNV)           | 4       | +2   | |
| - Censo: 35.779.208 - Votantes: 24.411.187 (71,17%) - Abstención: 9.889.354 (28,83%) - Votos nulos: 904.675 (3,71%). - Votos blancos: 1.263.120 (5,37%) | Amaiur (Amaiur)                                | 3 e     | +3   | e De ellos, 2 de la izquierda abertzale y 1 de Eusko Alkartasuna.                                      |
| - Censo: 35.779.208 - Votantes: 24.411.187 (71,17%) - Abstención: 9.889.354 (28,83%) - Votos nulos: 904.675 (3,71%). - Votos blancos: 1.263.120 (5,37%) | Coalición Canaria-Nueva Canarias (CC-NC-PNC)   | 1 f     | =    | f Por Agrupación Herreña Independiente (AHI).                                                          |

#### Senadores por circunscripción
| Circunscripción            | Partido                         | Senadores                                                                                                | +/- |
| -------------------------- | ------------------------------- | --- | --- |
| Almería 4 senadores        | PP                              | 3 (Luis Rogelio Rodríguez Comendador Pérez, María del Mar Agüero Ruano y Eugenio Jesús Gonzálvez García) | =   |
| Almería 4 senadores        | PSOE                            | 1 (Juan Carlos Pérez Navas)                                                                              | =   |
| Cádiz 4 senadores          | PP                              | 3 (María José García-Pelayo Jurado, Sebastián Ruiz Reyes y José Blas Fernández Sánchez)                  | 2   |
| Cádiz 4 senadores          | PSOE                            | 1 (Juan María Cornejo López)                                                                             | 2   |
| Córdoba 4 senadores        | PP                              | 3 (María Beatriz Jurado Fernández de Córdoba, Jesús Ramón Aguirre Muñoz y María Gil Morata)              | 2   |
| Córdoba 4 senadores        | PSOE                            | 1 (María Isabel Antonia Flores Fernández)                                                                | 2   |
| Granada 4 senadores        | PP                              | 3 (Sebastián Jesús Pérez Ortiz, Antonio Ayllón Moreno y María José Martín Gómez)                         | 2   |
| Granada 4 senadores        | PSOE                            | 1 (Juan Manuel Fernández Ortega)                                                                         | 2   |
| Huelva 4 senadores         | PP                              | 3 (Matías Conde Vázquez, María Dolores Vázquez Muñoz y Francisco Moro Borrero)                           | 2   |
| Huelva 4 senadores         | PSOE                            | 1 (Petronila Guerrero Rosado)                                                                            | 2   |
| Jaén 4 senadores           | PP                              | 3 (José Enrique Fernández de Moya Romero, Mariana Lorite García y Francisco Delgado Vílchez)             | 2   |
| Jaén 4 senadores           | PSOE                            | 1 (Felipe López García)                                                                                  | 2   |
| Málaga 4 senadores         | PP                              | 3 (Francisco de la Torre Prados, Joaquín Luis Ramírez Rodríguez y Patricia Navarro Pérez)                | 2   |
| Málaga 4 senadores         | PSOE                            | 1 (Pilar Serrano Boigas)                                                                                 | 2   |
| Sevilla 4 senadores        | PSOE                            | 3 (Enrique Abad Benedicto, Basilia Sanz Murillo y Antonio Gutiérrez Limones)                             | =   |
| Sevilla 4 senadores        | PP                              | 1 (José Luis Sanz Ruiz)                                                                                  | =   |
| Huesca 4 senadores         | PP-PAR                          | 3 (Antonio Ignacio Romero Santolaria, María Jesús Burró Ferrer y Ángel Pintado Barbanoj)                 | 2   |
| Huesca 4 senadores         | PSOE                            | 1 (José María Becana Sanahuja)                                                                           | 2   |
| Teruel 4 senadores         | PP-PAR                          | 3 (Manuel Blasco Marqués, José María Fuster Muniesa y Carmen Azuara Navarro)                             | 2   |
| Teruel 4 senadores         | PSOE                            | 1 (Antonio Ernesto Arrufat Gascón)                                                                       | 2   |
| Zaragoza 4 senadores       | PP-PAR                          | 3 José Atarés Martínez, Rosario Isabel Santos Fernández y Octavio López Rodríguez)                       | 2   |
| Zaragoza 4 senadores       | PSOE                            | 1 (Juan Alberto Belloch Julbe)                                                                           | 2   |
| Asturias 4 senadores       | PP                              | 3 (Isidro Fernández Rozada, Laura Sampedro Redondo y Mario Arias Navia)                                  | 2   |
| Asturias 4 senadores       | PSOE                            | 1 (Vicente Alberto Álvarez Areces)                                                                       | 2   |
| Mallorca 3 senadores       | PP                              | 2 (Llorenç Bosch Lliteras y Margarita Durán Vadell)                                                      | =   |
| Mallorca 3 senadores       | PSOE                            | 1 José Antonio Manchado Lozano                                                                           | =   |
| Menorca 1 senador          | PP                              | 1 (Juana Francisca Pons Vila)                                                                            | 1   |
| Ibiza-Formentera 1 senador | PP                              | 1 (José Sala Torres)                                                                                     | 1   |
| El Hierro 1 senador        | CC-AHI-NC                       | 1 (Alejandro Narvay Quintero Castañeda)                                                                  | =   |
| Fuerteventura 1 senador    | Partido Popular-AMF             | 1 (Claudio Gutiérrez Vera)                                                                               | =   |
| Gran Canaria 3 senadores   | PP                              | 2 (Francisco de Borja Benítez de Lugo Massieu y María del Carmen Suárez Valerón)                         | 1   |
| Gran Canaria 3 senadores   | PSOE                            | 1 (Arcadio Díaz Tejera)                                                                                  | 1   |
| La Gomera 1 senador        | PSOE                            | 1 (Gregorio Ramón Medina Tomé)                                                                           | =   |
| La Palma 1 senador         | PP                              | 1 (María Rosa de Haro Brito)                                                                             | =   |
| La Palma 1 senador         | PSOE                            | --- | 1   |
| Lanzarote 1 senador        | PP                              | 1 (Oscar Manuel Luzardo Fuentes)                                                                         | =   |
| Lanzarote 1 senador        | PSOE                            | --- | 1   |
| Tenerife 3 senadores       | PP - CCN                        | 2 (Antonio Alarcó Hernández y Luz Marina Socas León)                                                     | 1   |
| Tenerife 3 senadores       | PSOE                            | 1 (Aurelio Abreu Expósito)                                                                               | 1   |
| Cantabria 4 senadores      | PP                              | 3 (Gonzalo Javier Piñeiro García-Lago, Encarnación Salmón Saiz y José Luis Vallines Díaz)                | =   |
| Cantabria 4 senadores      | PSOE                            | 1 (Miguel Ángel González Vega)                                                                           | =   |
| Albacete 4 senadores       | PP                              | 3 (Dimas Francisco Cuevas Cuerda, Carmen Belén Torres Sánchez y Vicente Aroca Sáez)                      | =   |
| Albacete 4 senadores       | PSOE                            | 1 (Pedro Antonio Ruiz Santos)                                                                            | =   |
| Ciudad Real 4 senadores    | PP                              | 3 (Carlos Manuel Cotillas López, María del Carmen Fúnez de Gregorio y Sebastián García Martínez)         | 1   |
| Ciudad Real 4 senadores    | PSOE                            | 1 (Jesús Martín Rodríguez)                                                                               | 1   |
| Cuenca 4 senadores         | PP                              | 3 (María Ángeles García Romero, Marina Moya Moreno y Francisco Utrera Mora)                              | =   |
| Cuenca 4 senadores         | PSOE                            | 1 (María Inmaculada Cruz Salcedo)                                                                        | =   |
| Guadalajara 4 senadores    | PP                              | 3 (Porfirio Herrero Estébanez, Juan Antonio de las Heras Muela y Ana María González García)              | =   |
| Guadalajara 4 senadores    | PSOE                            | 1 (Jesús Alique López)                                                                                   | =   |
| Toledo 4 senadores         | PP                              | 3 (Tomás Pedro Burgos Beteta, María Carmen Riolobos Regadera y Juliana Fernández-Cueva Lominchar)        | =   |
| Toledo 4 senadores         | PSOE                            | 1 (José Miguel Camacho Sánchez)                                                                          | =   |
| Ávila 4 senadores          | PP                              | 3 (Antolín Sanz Pérez, María del Carmen de Aragón Amunarriz y María de los Ángeles Ortega Rodríguez)     | =   |
| Ávila 4 senadores          | PSOE                            | 1 (José María Burgos García)                                                                             | =   |
| Burgos 4 senadores         | PP                              | 3 (Jaime Mateu Istúriz, Ignacio Alfredo González Torres y María Begoña Contreras Olmedo)                 | =   |
| Burgos 4 senadores         | PSOE                            | 1 (Andrés Gil García)                                                                                    | =   |
| León 4 senadores           | PP                              | 3 (Juan Morano Masa, Luis Aznar Fernández y Silvia Franco González)                                      | 2   |
| León 4 senadores           | PSOE                            | 1 (Nicanor Jorge Sen Vélez)                                                                              | 2   |
| Palencia 4 senadores       | PP                              | 3 (María de los Ángeles Armisen Pedrejón, Marta Domínguez Azpeleta y José Antonio Rubio Mielgo)          | =   |
| Palencia 4 senadores       | PSOE                            | 1 (Raquel Miriam Andrés Prieto)                                                                          | =   |
| Salamanca 4 senadores      | PP                              | 3 (Isabel Jiménez García, Julián Lanzarote Sastre y José Múñoz Martín)                                   | =   |
| Salamanca 4 senadores      | PSOE                            | 1 (Elena Diego Castellanos)                                                                              | =   |
| Segovia 4 senadores        | PP                              | 3 (Javier Vicente Santamaría Herranz, Paloma Inés Sanz Jerónimo y Juan Ramón Represa Fernández)          | =   |
| Segovia 4 senadores        | PSOE                            | 1 (Félix Montes Jort)                                                                                    | =   |
| Soria 4 senadores          | PP                              | 3 (María del Mar Angulo Martínez, Abel Antón Rodrigo y Gerardo Martínez Martínez)                        | =   |
| Soria 4 senadores          | PSOE                            | 1 (María Eloísa Álvarez Oteo)                                                                            | =   |
| Valladolid 4 senadores     | PP                              | 3 (Alberto Gutiérrez Alberca, Santiago López Valdivielso y Ana María Torme Pardo)                        | =   |
| Valladolid 4 senadores     | PSOE                            | 1 (Emilio Álvarez Villazan)                                                                              | =   |
| Zamora 4 senadores         | PP                              | 3 (Dionisio García Carnero, María del Carmen Luis Heras y Jesús Andrés Sedano Pérez                      | =   |
| Zamora 4 senadores         | PSOE                            | 1 (José Fernández Blanco)                                                                                | =   |
| Barcelona 4 senadores      | Entesa pel Progrés de Catalunya | 3 (Mònica Almiñana Riqué, Jordi Guillot Miravet y Carles Martí Jufresa                                   | =   |
| Barcelona 4 senadores      | CiU                             | 1 (Montserrat Candini i Puig)                                                                            | =   |
| Gerona 4 senadores         | CiU                             | 3 (Joan Bagué i Roura, Pere Maluquer i Ferrer y Maria Rieradevall i Tarrés                               | 2   |
| Gerona 4 senadores         | Entesa pel Progrés de Catalunya | 1 (Rafel Bruguera i Batalla                                                                              | 2   |
| Lérida 4 senadores         | CiU                             | 3 (Ramon Alturo Lloan, Manel Plana Farran y Maria Teresa Rivero Segalàs)                                 | 2   |
| Lérida 4 senadores         | Entesa pel Progrés de Catalunya | 1 (Francés Boya Alòs)                                                                                    | 2   |
| Tarragona 4 senadores      | CiU                             | 2 (Ferran Bel i Accensi y Jordi Sendra i Vellvè)                                                         | 1   |
| Tarragona 4 senadores      | Entesa pel Progrés de Catalunya | 2 (Joan Sabaté Borràs y María Jesús Sequera García                                                       | 1   |
| Ceuta 2 senadores          | PP                              | 2 (Luz Elena Sanín Naranjo y José Luis Sastre Álvaro)                                                    | =   |
| Alicante 4 senadores       | PP                              | 3 (Miguel Antonio Campoy Suárez, Agustín Almodobar Barceló y Virginia Romero Bañón)                      | =   |
| Alicante 4 senadores       | PSOE                            | 1 (Encarna Llinares Cuesta)                                                                              | =   |
| Castellón 4 senadores      | PP                              | 3 (Manuel Guillermo Altava Lavall, Vicente Aparici Moya y Araceli Peris Jarque)                          | =   |
| Castellón 4 senadores      | PSOE                            | 1 (Enrique Navarro Andreu)                                                                               | =   |
| Valencia 4 senadores       | PP                              | 3 Pedro Agramunt Font de Mora, José María Chiquillo Barber y Carlota Ripoll Juan)                        | =   |
| Valencia 4 senadores       | PSOE                            | 1 (Carmen Alborch Bataller)                                                                              | =   |
| Badajoz 4 senadores        | PP-EU                           | 3 (Pedro Acedo Penco, Antonio Galván Porras y María Agustina Rodríguez Martínez)                         | 2   |
| Badajoz 4 senadores        | PSOE                            | 1 (Juan María Vázquez García)                                                                            | 2   |
| Cáceres 4 senadores        | PP-EU                           | 3 (Alberto Casero Ávila, Elena Nevado del Campo y Pablo Elena Núñez)                                     | 2   |
| Cáceres 4 senadores        | PSOE                            | 1 (Juan Andrés Tovar Mena)                                                                               | 2   |
| La Coruña 4 senadores      | PP                              | 3 (Juan Manuel Juncal Rodríguez, José Luís Ramón Torres Colomer y María Jesús Amparo Sainz García)       | =   |
| La Coruña 4 senadores      | PSdeG-PSOE                      | 1 (Francisco Javier Losada de Azpiazu)                                                                   | =   |
| Lugo 4 senadores           | PP                              | 3 (José Manuel Barreiro Fernández, Armando Castosa Alvariño y María Julia Rodríguez Barreira)            | =   |
| Lugo 4 senadores           | PSdeG-PSOE                      | 1 (Ricardo Jacinto Varela Sánchez)                                                                       | =   |
| Orense 4 senadores         | PP                              | 3 (María del Carmen Leyte Coello, Miguel Ángel Pérez de Juan Romero y Francisco José Fernández Pérez)    | =   |
| Orense 4 senadores         | PSdeG-PSOE                      | 1 (Miguel Fidalgo Areda)                                                                                 | =   |
| Pontevedra 4 senadores     | PP                              | 3 (María Elvira Larriba Leira, María Dolores Pan Vázquez y José Luis Rivera Mallo)                       | =   |
| Pontevedra 4 senadores     | PSdeG-PSOE                      | 1 (María Ángeles Marra Domínguez)                                                                        | =   |
| La Rioja 4 senadores       | PP                              | 3 (Alberto Bretón Rodríguez, Coloma Francisca Mendiola Olarte, Francisco Javier Pagola Sáenz)            | =   |
| La Rioja 4 senadores       | PSOE                            | 1 (Juan Francisco Martínez-Aldama Sáenz)                                                                 | =   |
| Madrid 4 senadores         | PP                              | 3 (Pío García-Escudero Márquez, Alejandro Muñoz-Alonso Ledo y María Rosa Vindel López)                   | =   |
| Madrid 4 senadores         | PSOE                            | 1 (Enrique Cascallana Gallastegui)                                                                       | =   |
| Melilla 2 senadores        | PP                              | 2 (Juan José Imbroda Ortiz y María del Carmen Dueñas Martínez)                                           | =   |
| Murcia 4 senadores         | PP                              | 3 (María Josefa Nicolás Martínez, José Joaquín Peñarrubia Agius, Pedro José Pérez Ruiz)                  | =   |
| Murcia 4 senadores         | PSOE                            | 1 (Ramón Ortiz Molina)                                                                                   | =   |
| Navarra 4 senadores        | UPN-PP                          | 3 (Amelia Salanueva Murguialday, José Ignacio Palacios Zuasti y Francisco Javier Yangüas Fernández)      | =   |
| Navarra 4 senadores        | PSOE                            | 1 (María Victoria Chivite Navascués)                                                                     | =   |
| Álava 4 senadores          | PP                              | 3 (Ramón Rabanera Rivacoba, Encina Regalado de los Cobos y Jorge Ibarrondo Bajo)                         | 2   |
| Álava 4 senadores          | PSE-EE (PSOE)                   | 1 (Yolanda Vicente González)                                                                             | 2   |
| Guipúzcoa 4 senadores      | Amaiur                          | 3 (Amalur Mendizabal Azurmendi, Alberto Unamunzaga Osoro y Urko Aiartza Azurtza)                         | 3   |
| Guipúzcoa 4 senadores      | EAJ-PNV                         | 1 (Miren Lore Leanizbarrutia de Bizkarralegorra)                                                         | =   |
| Guipúzcoa 4 senadores      | PSE-EE (PSOE)                   | --- | 3   |
| Vizcaya 4 senadores        | EAJ-PNV                         | 3 (Iñaki Anasagasti Olabeaga, José María Cazalis Eiguren y Rut Martínez Muñoz)                           | 2   |
| Vizcaya 4 senadores        | PSE-EE (PSOE)                   | 1 (Dimas Sañudo Aja)                                                                                     | 2   |

## Investidura de los nuevos cargos

### Constitución de las Cortes y elección de sus órganos de gobierno
| Órganos del Congreso de la X Legislatura       | Órganos del Congreso de la X Legislatura | Órganos del Congreso de la X Legislatura |                                                    | Órganos del Senado de la X Legislatura | Órganos del Senado de la X Legislatura | Órganos del Senado de la X Legislatura |
| Cargo                                          | Partido                                  | Titular                                  | Cargo                                              | Partido                                | Titular                                |                                        |
| Presidente del Congreso                        | Partido Popular                          | Jesús Posada                             | Presidente del Senado                              | Partido Popular                        | Pío García-Escudero                    |                                        |
| Vicepresidenta primera                         | Partido Popular                          | Celia Villalobos                         | Vicepresidente primero                             | Partido Popular                        | Juan José Lucas                        |                                        |
| Vicepresidente segundo                         | Partido Socialista                       | Javier Barrero                           | Vicepresidenta segunda                             | Partido Socialista                     | Yolanda Vicente                        |                                        |
| Vicepresidenta tercera                         | Partido Popular                          | Maria Dolors Montserrat                  |                                                    |                                        |                                        |                                        |
| Secretario primero                             | Partido Popular                          | Ignacio Gil                              | Secretario primero                                 | Partido Popular                        | Matías Conde                           |                                        |
| Secretaria segunda                             | Partido Socialista                       | Carmela Silva                            | Secretario segundo                                 | Partido Popular                        | Ramón Rabanera                         |                                        |
| Secretaria tercera                             | Partido de los Socialistas de Cataluña   | Teresa Cunillera                         | Secretaria tercera                                 | Partido Socialista                     | Carmen Alborch                         |                                        |
| Secretario cuarto                              | Partido Popular                          | Santiago Cervera                         | Secretario cuarto                                  | Convergència i Unió                    | Manel Plana                            |                                        |
| Portavoz del Grupo Popular                     | Partido Popular                          | Alfonso Alonso                           | Portavoz del Grupo Popular                         | Partido Popular                        | Xosé Manuel Barreiro                   |                                        |
| Portavoz del Grupo Socialista                  | Partido Socialista                       | José Antonio Alonso                      | Portavoz del Grupo Socialista                      | Partido Socialista                     | Marcelino Iglesias                     |                                        |
| Portavoz del Grupo Catalán                     | Convergència i Unió                      | Josep Antoni Duran                       | Portavoz del Grupo Catalán                         | Convergència i Unió                    | Jordi Vilajoana                        |                                        |
| Portavoz del Grupo La Izquierda Plural         | Izquierda Unida                          | Cayo Lara                                | Portavoz del Grupo Entesa pel Progrés de Catalunya | Partido de los Socialistas de Cataluña | José Montilla                          |                                        |
| Portavoz del Grupo Vasco                       | EAJ-PNV                                  | Josu Erkoreka                            | Portavoz del Grupo Vasco                           | EAJ-PNV                                | Joseba Zubia                           |                                        |
| Portavoz del Grupo Unión Progreso y Democracia | Unión Progreso y Democracia              | Rosa Díez                                | Portavoz del Grupo Mixto                           | Coalición Canaria                      | Narvay Quintero                        |                                        |
| Portavoz del Grupo Mixto                       | Amaiur                                   | Xabier Mikel Errekondo                   | Portavoz del Grupo Mixto                           | Coalición Canaria                      | Narvay Quintero                        |                                        |
| Fuente: Cortes Generales                       |                                          |                                          |                                                    |                                        |                                        |                                        |

### Elección e investidura del presidente del Gobierno
El martes 20 de diciembre de 2011 Mariano Rajoy fue investido presidente del Gobierno en primera votación gracias a la mayoría absoluta de su partido. También apoyaron a Rajoy Foro de Ciudadanos y Unión del Pueblo Navarro.
| Candidato     | Fecha                                                         | Voto |     |     |    |   |    |   |   |   |   |   |   |   |   | Total   |
| ------------- | ------------------------------------------------------------- | ---- | --- | --- | -- | - | -- | - | - | - | - | - | - | - | - | ------- |
| Mariano Rajoy | 20 de diciembre de 2011 Mayoría requerida: Absoluta (176/350) | Sí   | 186 |     |    |   |    |   |   |   |   |   |   | 1 |   | 187/350 |
| Mariano Rajoy | 20 de diciembre de 2011 Mayoría requerida: Absoluta (176/350) | No   |     | 110 | 11 | 5 | 16 |   |   | 3 | 2 |   | 1 |   | 1 | 149/350 |
| Mariano Rajoy | 20 de diciembre de 2011 Mayoría requerida: Absoluta (176/350) | Abs. |     |     |    |   |    | 7 | 5 |   |   | 2 |   |   |   | 14/350  |